# Alexandru Ponehalschi

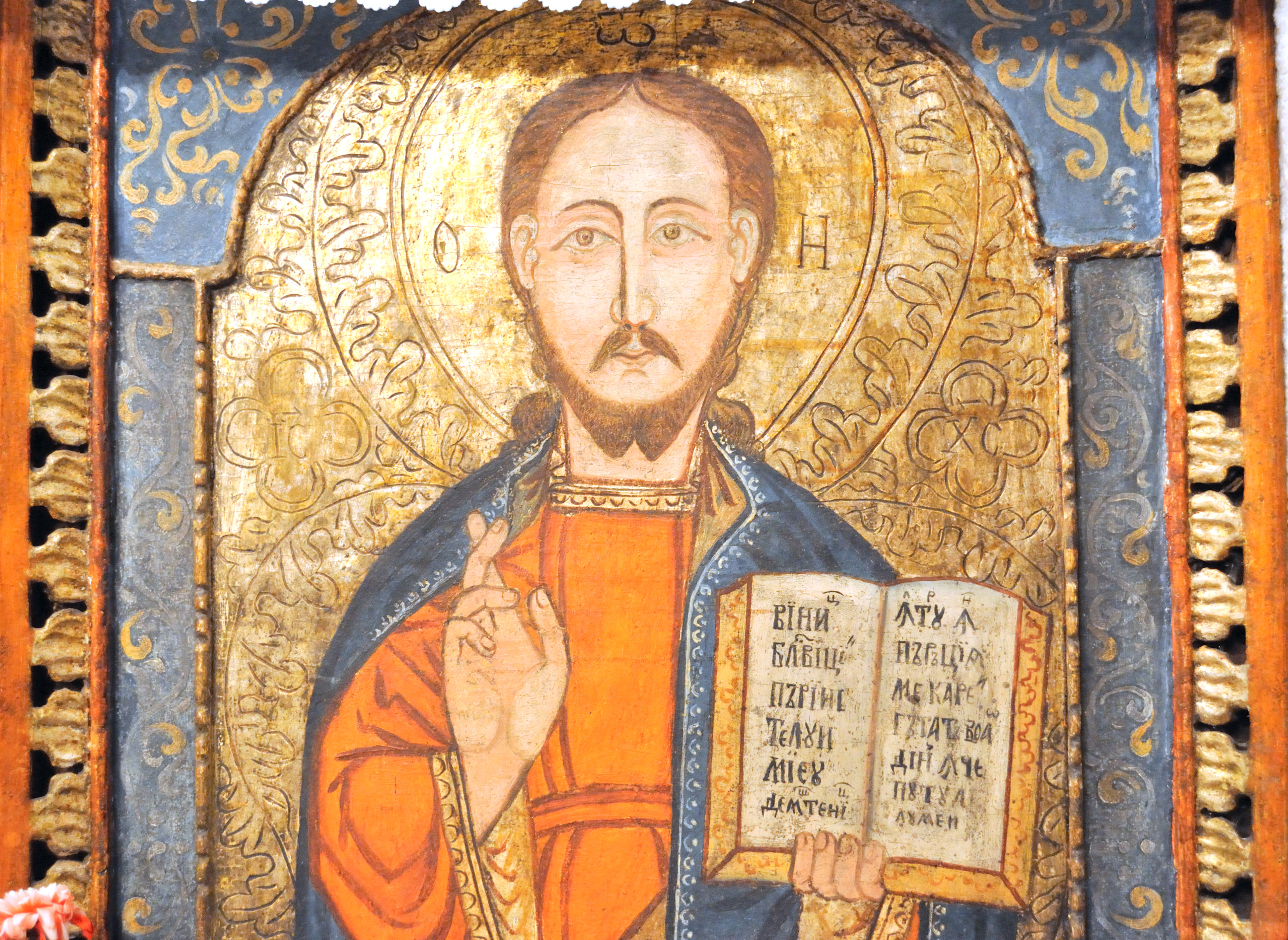
Biserica de lemn din Desești: Iisus Hristos Pantocrator

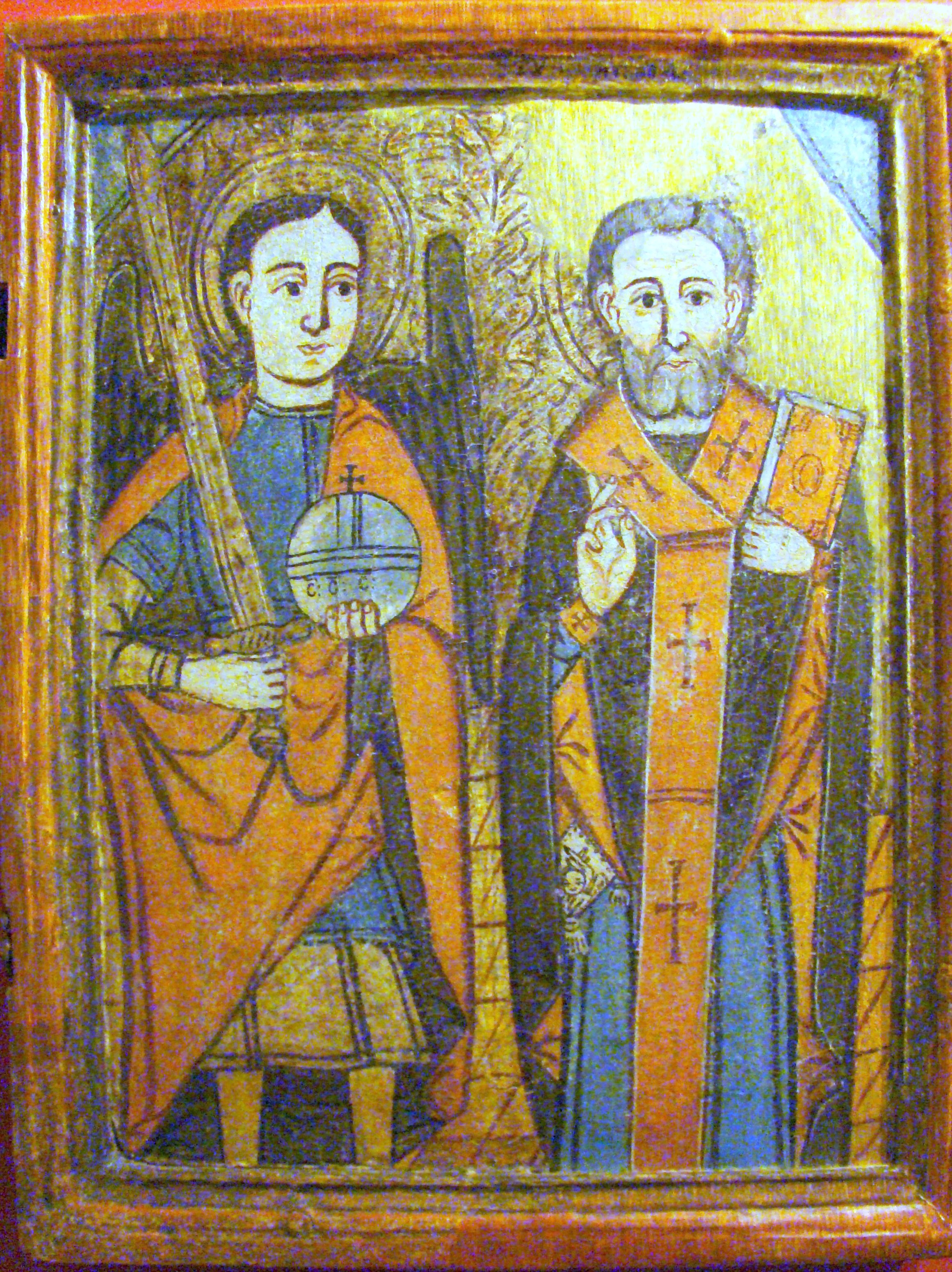
Arhanghelul Mihail și Sfântul Nicolae (cca 1770)

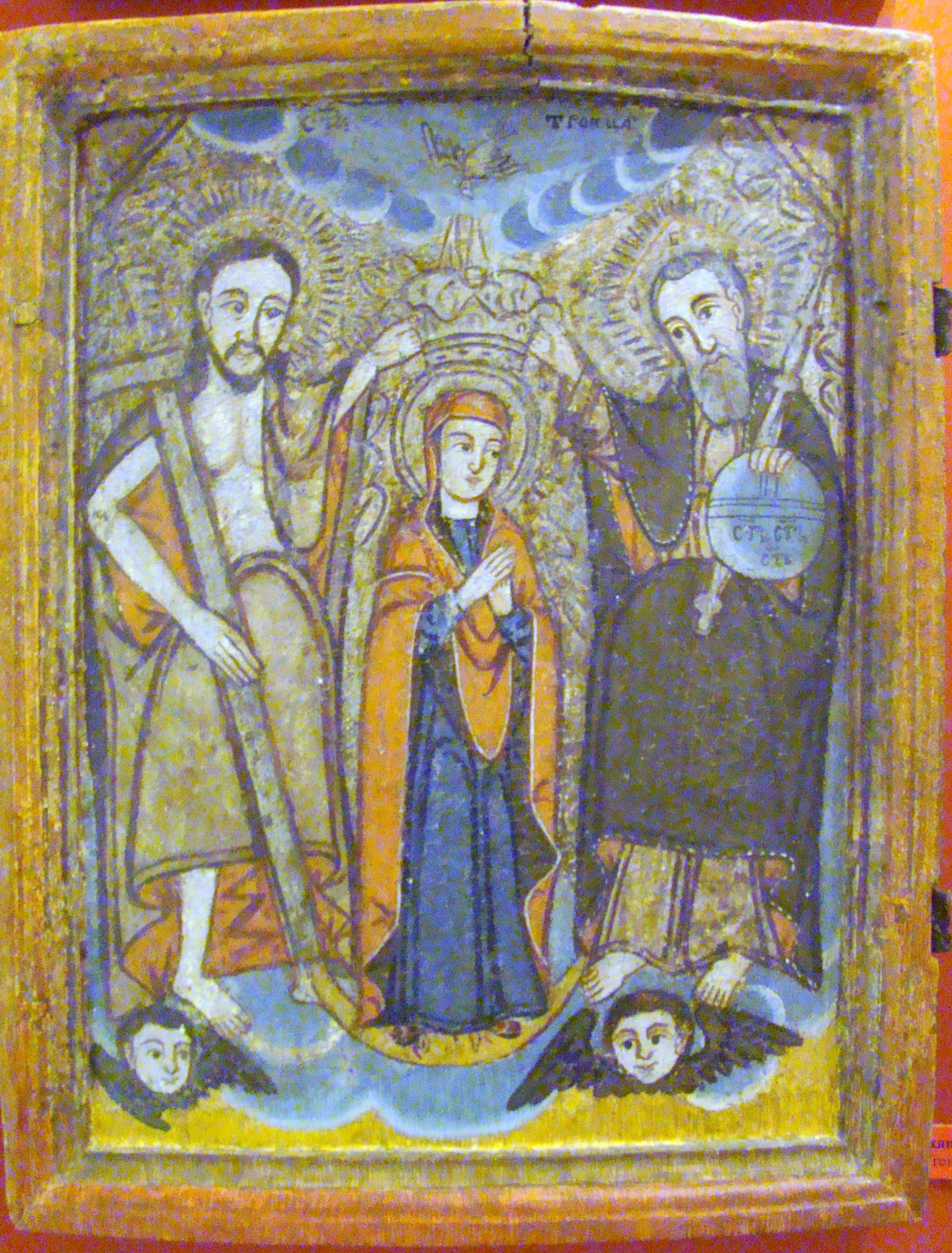
Sfânta Treime încoronând pe Maria (cca 1770)

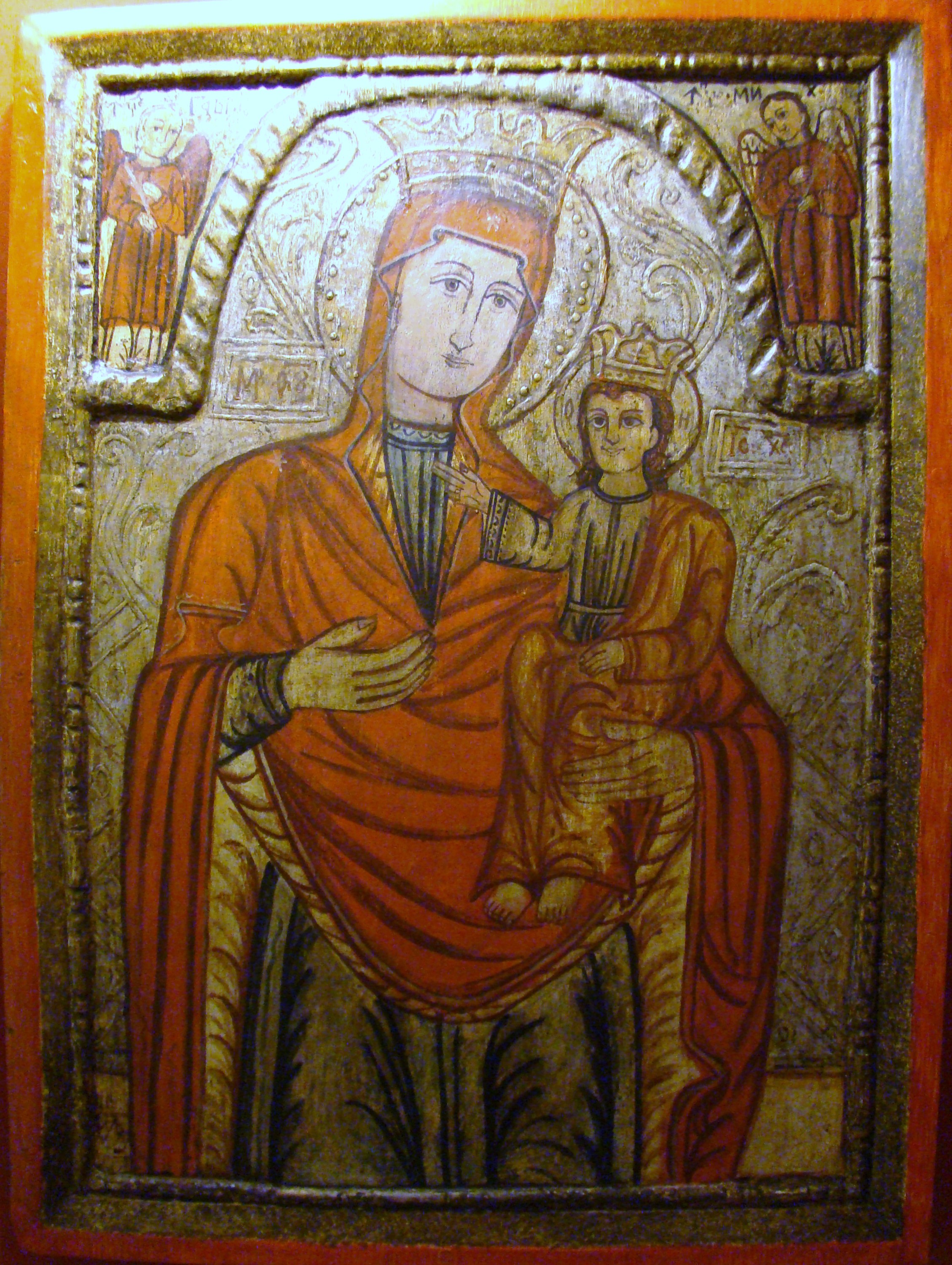
Maica Domnului cu pruncul

Alexandru Ponehalschi a fost unul dintre cei mai importanți pictori care au activat în Maramureșul istoric de-a lungul secolului al XVIII-lea.
Alexandru Ponehalschi avea origini rutene, provenind cel mai probabil din Pocuția, în vechea Polonie. El s-a așezat în Maramureș, locuind în Berbești timp de patru decenii alături de soția sa Elena. Prima atestare a activității sale în Maramureș datează din anul 1746, când realizează o icoană a Arhanghelului Mihail la biserica din Oncești iar cea din urmă din 1782, când termină două icoane mari pentru biserica din Ieud Deal. După 1782 el s-a întors în ținutul natal, pe Valea Ceremușului, unde a lucrat până în primăvara anului 1793. El a fost probabil conducătorul unui atelier itinerant, afirmându-se ca zugrav și sculptor de icoane precum și ca pictor muralist.

## Activitatea artistică
Pictorul a realizat fruntarul bisericii din Călinești-Căieni (1752) și restul picturii interioare între 1753-1754, cele de la Sârbi-Susani (1760) și Budești-Susani (1760), fruntarul bisericii din Ieud-Deal (începutul anilor 1750) și apoi restul bisericii în anii 1764-1765, fruntarul și altarul de la Berbești (1769) și a fost parțial implicat în fruntarul bisericii de la Desești (1780) care îl copiază pe cel din Berbești.
Programul iconografic al tâmplelor se aseamănă, identificându-se totuși câteva deosebiri. Primul registru conține în tâmplele din Călinești-Căieni, Sârbi-Susani, Budești-Susani și Ieud-Deal Răstiginirea în partea mediană, în stânga scena Coborârea de pe cruce, iar în dreapta Punerea în mormânt. Numai în biserica din Desești scena a fost înlocuită cu Învierea. În scena Răstiginirii, în toate tâmplele dispunerea personajelor este identică. Exceptând biserica din Desești, celelalte iconostase pictate de Alexandru Ponehalschi, conțin în partea mediană al celui de al doilea registru reprezentarea Maicii Domnului a Întrupării, care-l poartă pe Iisus copil într-un medalion pe piept . La Desești, același spațiu este ocupat de reprezentarea lui Dumnezeu-Tatăl. Toate tâmplele conțin reprezentările proorocilor pe laturile acestui registru. Desfășurarea iconografică a tuturor iconostaselor lui Alexandru Ponehalschi, prezintă în registrul al treilea scena Deisis și reprezentările celor doisprezece apostoli. Pentru reconstituirea parțială a iconostasului bisericii din Berbești, care a fost demolată în anul 1932, foarte importantă se dovedește a fi fotografia realizată de Atanasie Popa și care a fost publicată de către Alexandru Baboș. Fotografia făcută din navă înspre absida altarului surprinde partea inferioară a iconostasului. În cadrul registrului al treilea se observă că au fost pictate scena Deisis și reprezentările apostolilor, grupați câte doi sub arcade. Din registrul al doilea fotografia redă doar partea inferioară, distingându-se parțial medalioanele cu prooroci, iar în partea mediană a fost probabil pictată Maica Domnului.  Prin compararea  decorației iconostaselor pictate de Alexandru Ponehalschi se constată o complicare a formelor: decorația cea mai simplă este prezentă la cel mai vechi iconostas, de la Călinești-Căeni, motivele decorative complicându-se la cele ulterioare. În biserica din Desești se află patru icoane împărătești, a căror inscripții nu consemnează numele pictorului, însă prin analogie stilistică ele pot fi atribuite tot zugravului Alexandru Ponehalschi.

## Imagini

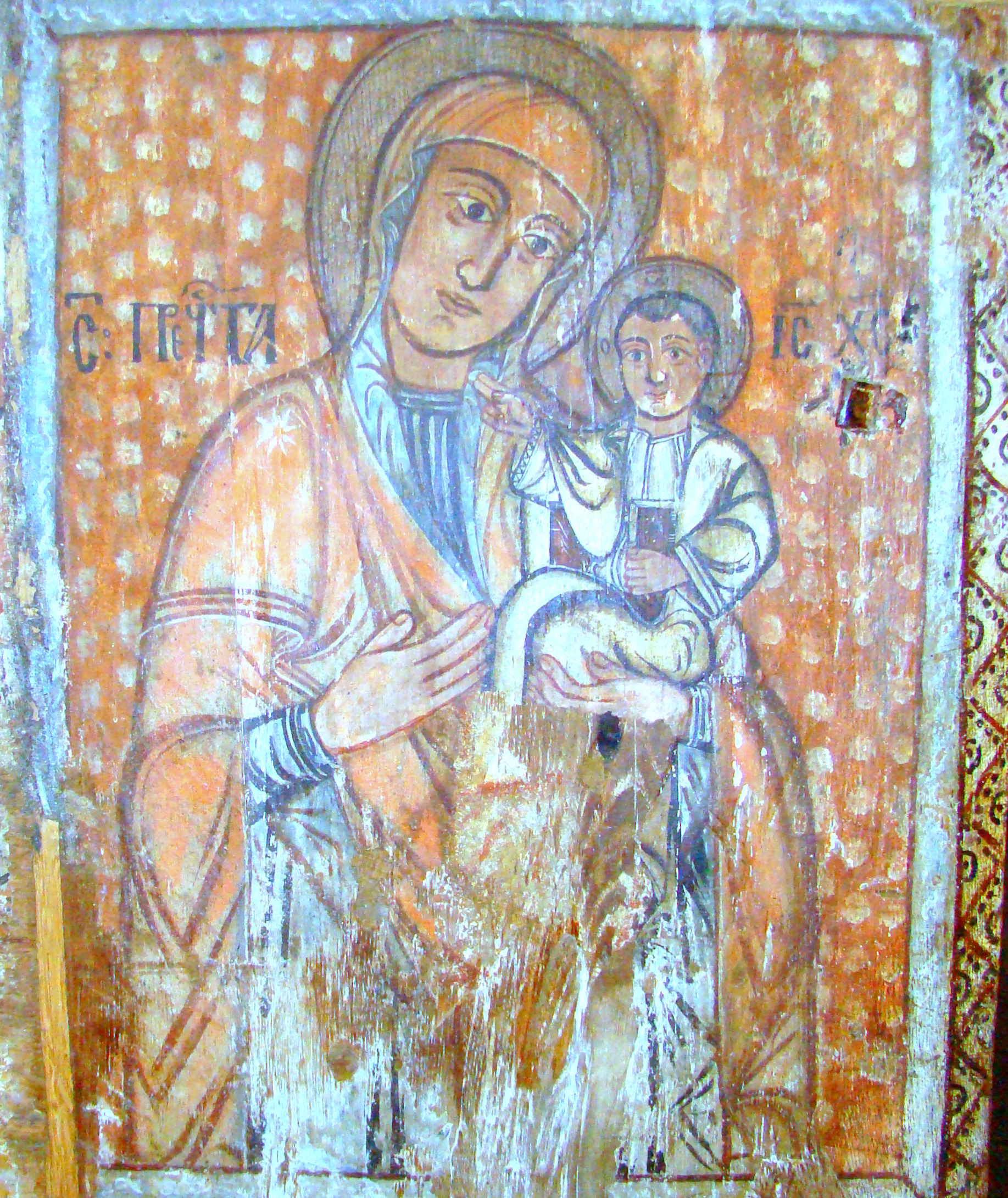
Biserica de lemn din Călineşti Căeni: Maica Domnului (1754)
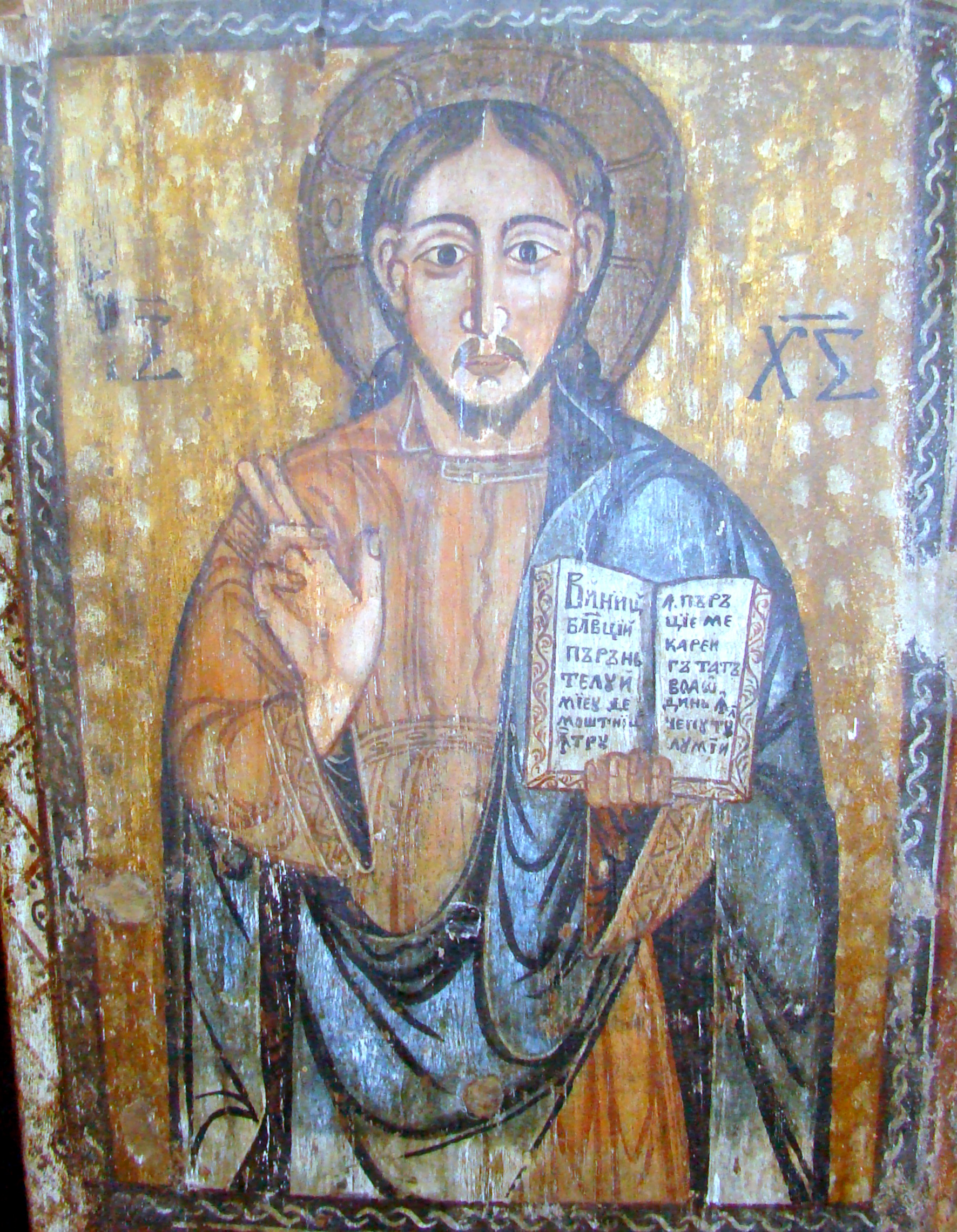
Biserica de lemn din Călineşti Căeni: Iisus Hristos Pantocrator (1754)
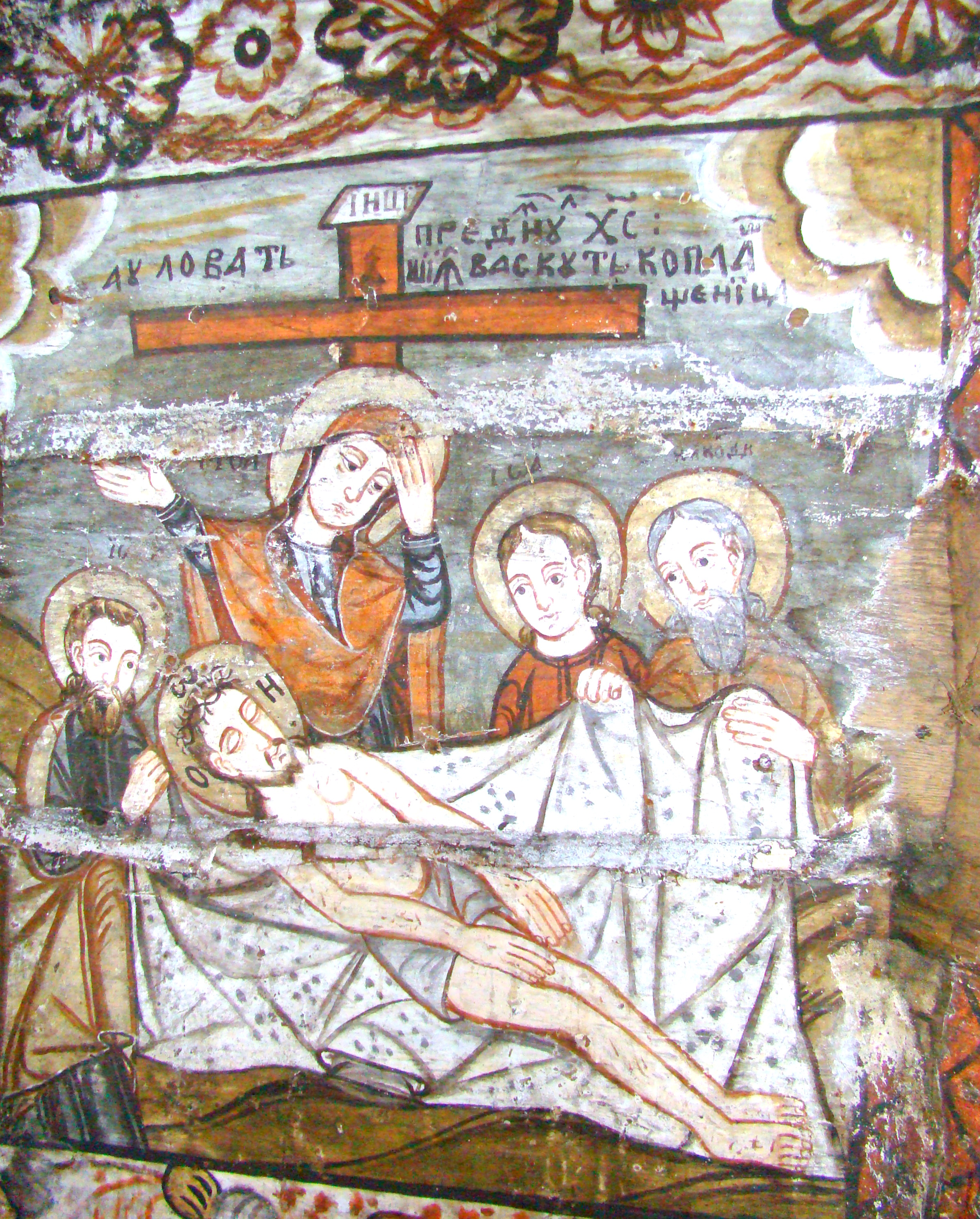
Biserica de lemn din Călineşti Căeni: Plângerea lui Iisus
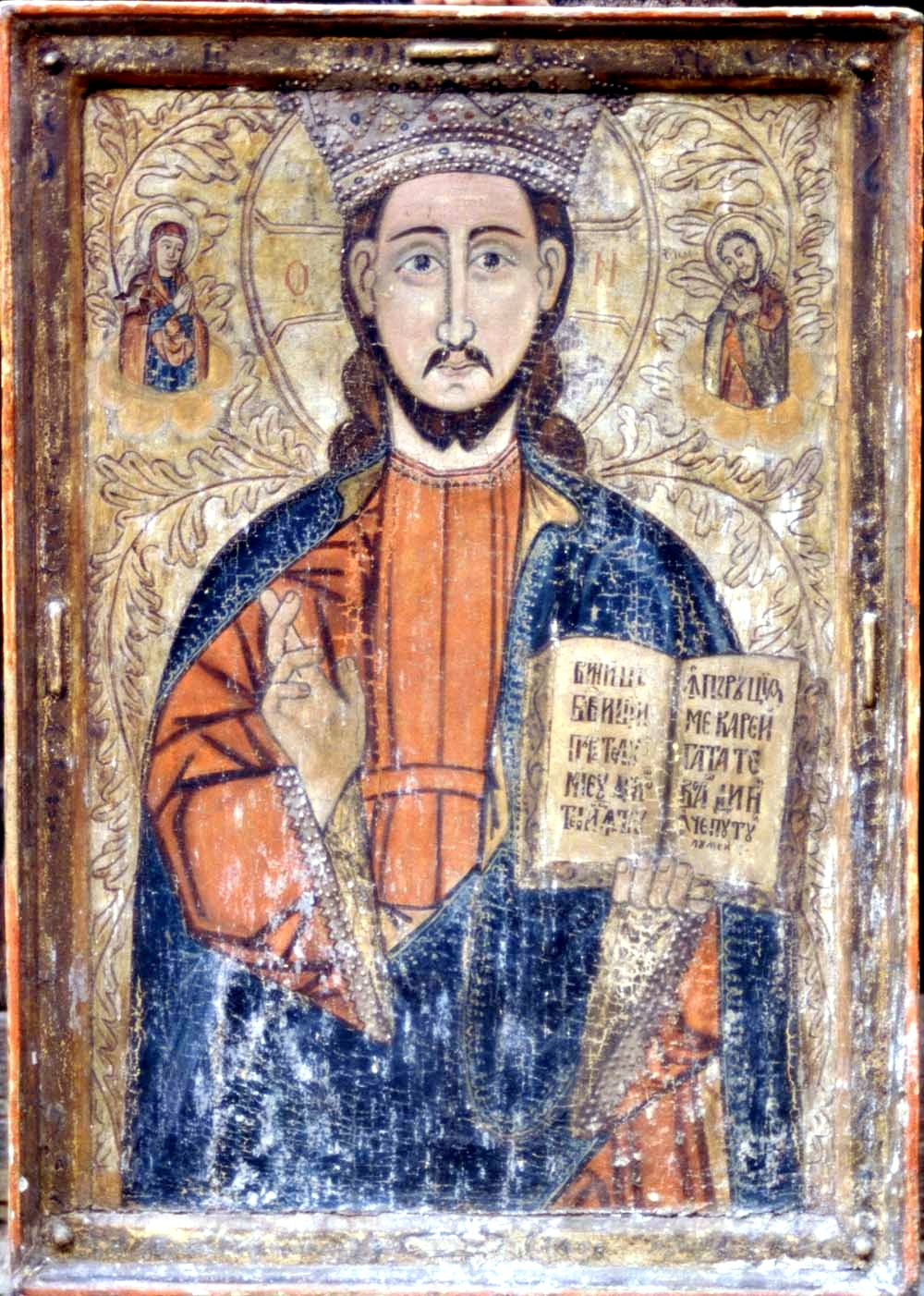
Biserica de lemn din Sârbi Susani: Deisis
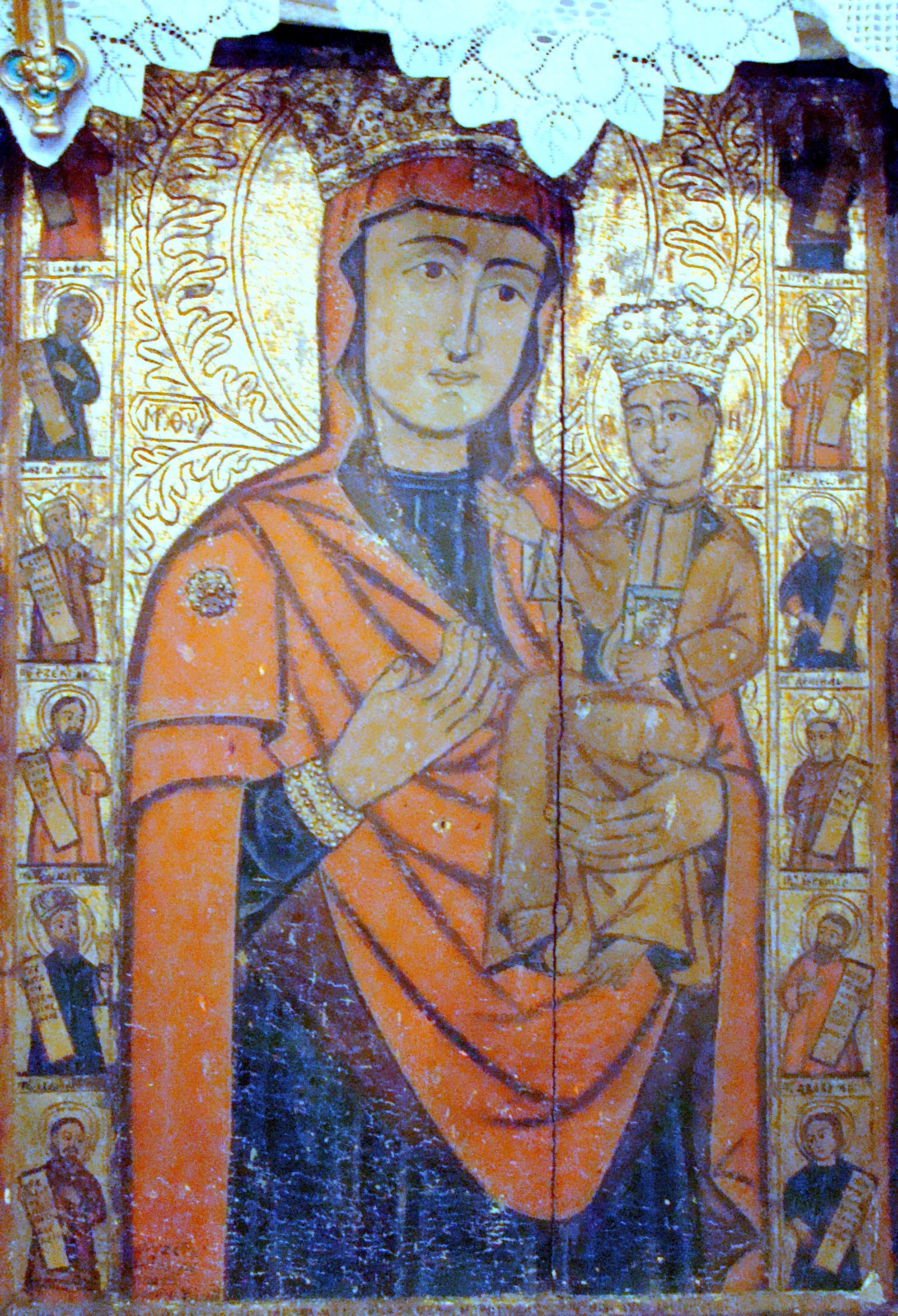
Biserica de lemn din Sârbi Susani: Maica Domnului
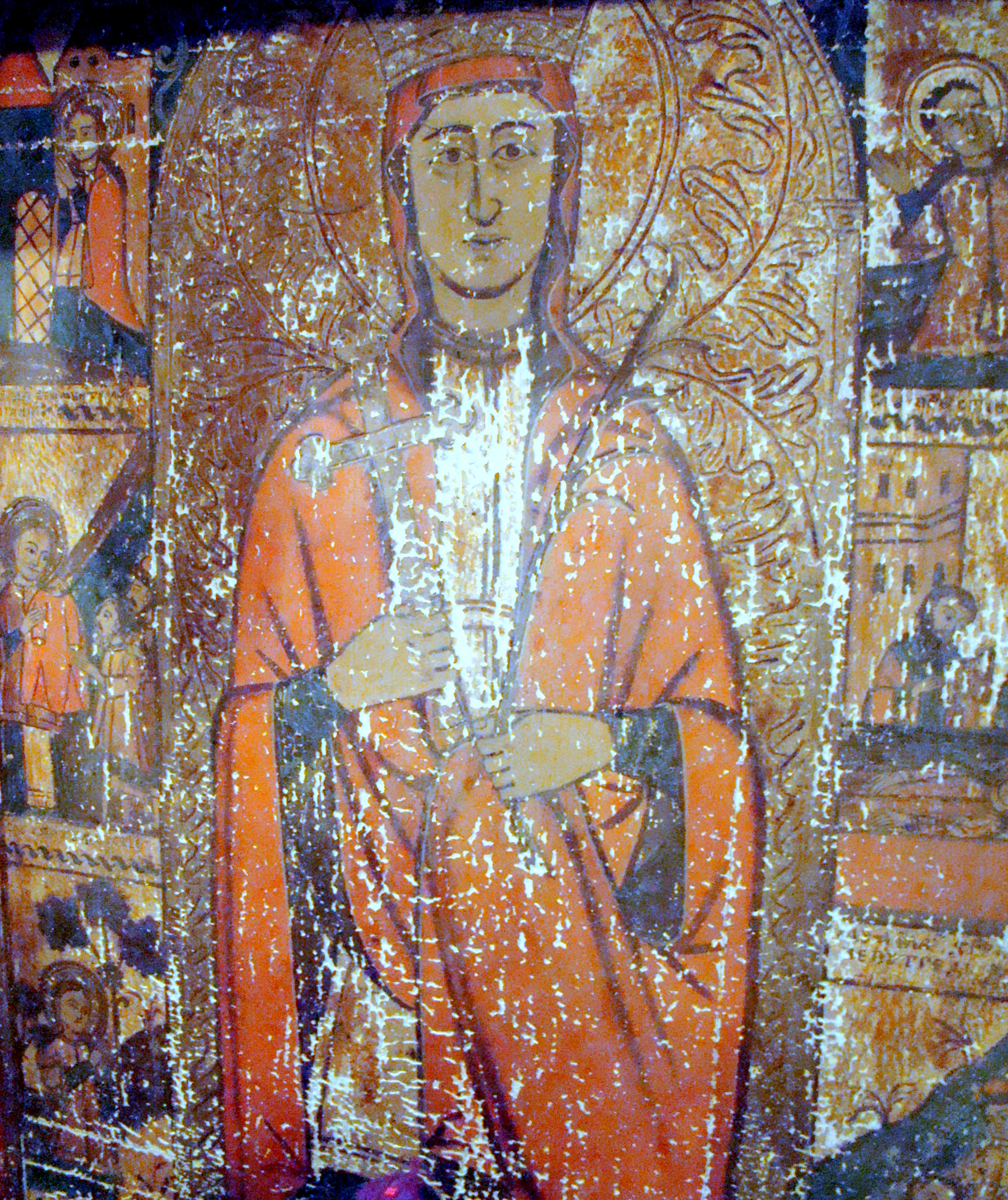
Biserica de lemn din Sârbi Susani: Cuvioasa Paraschiva
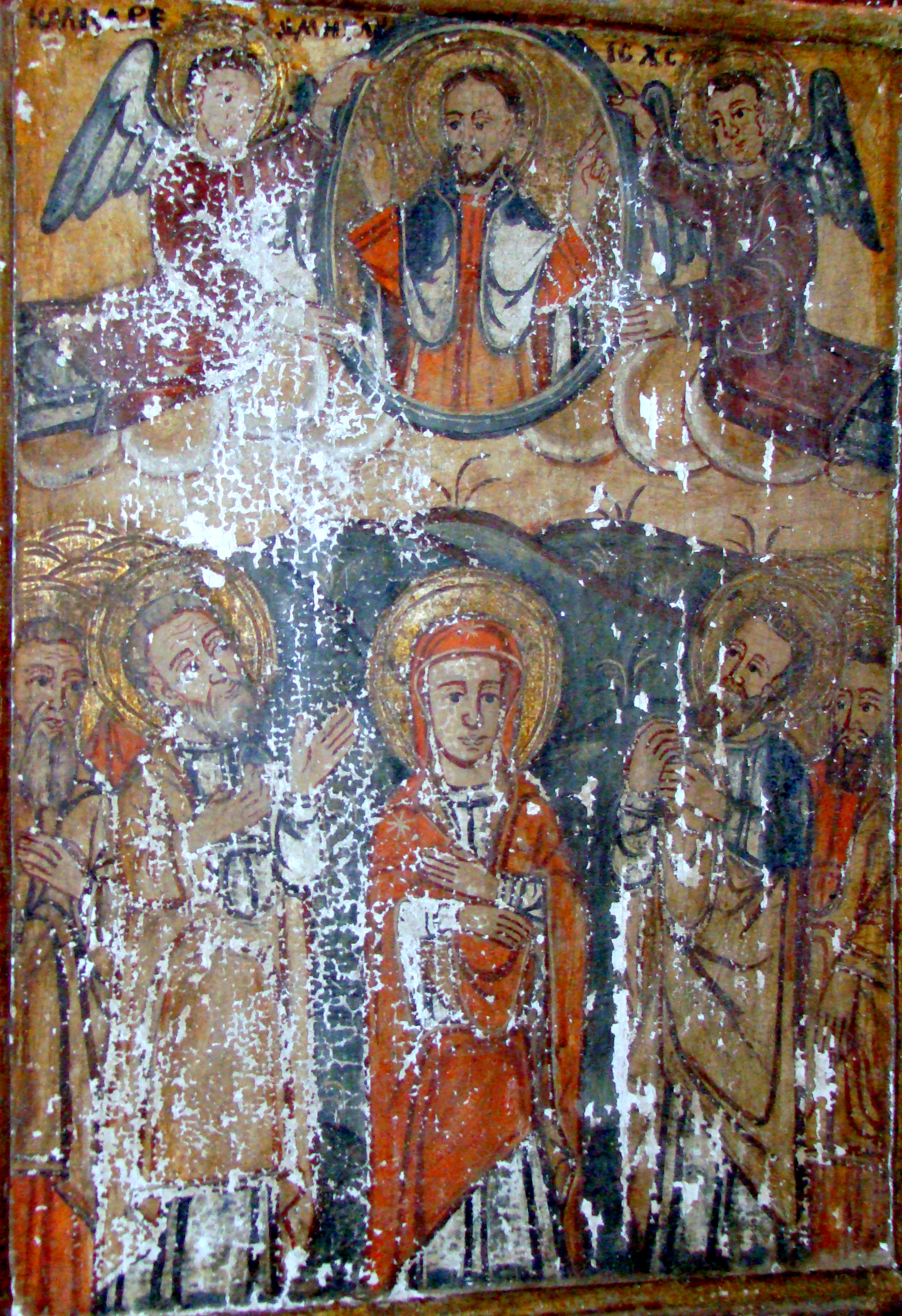
Biserica de lemn din Sârbi Susani: Înălțarea Domnului
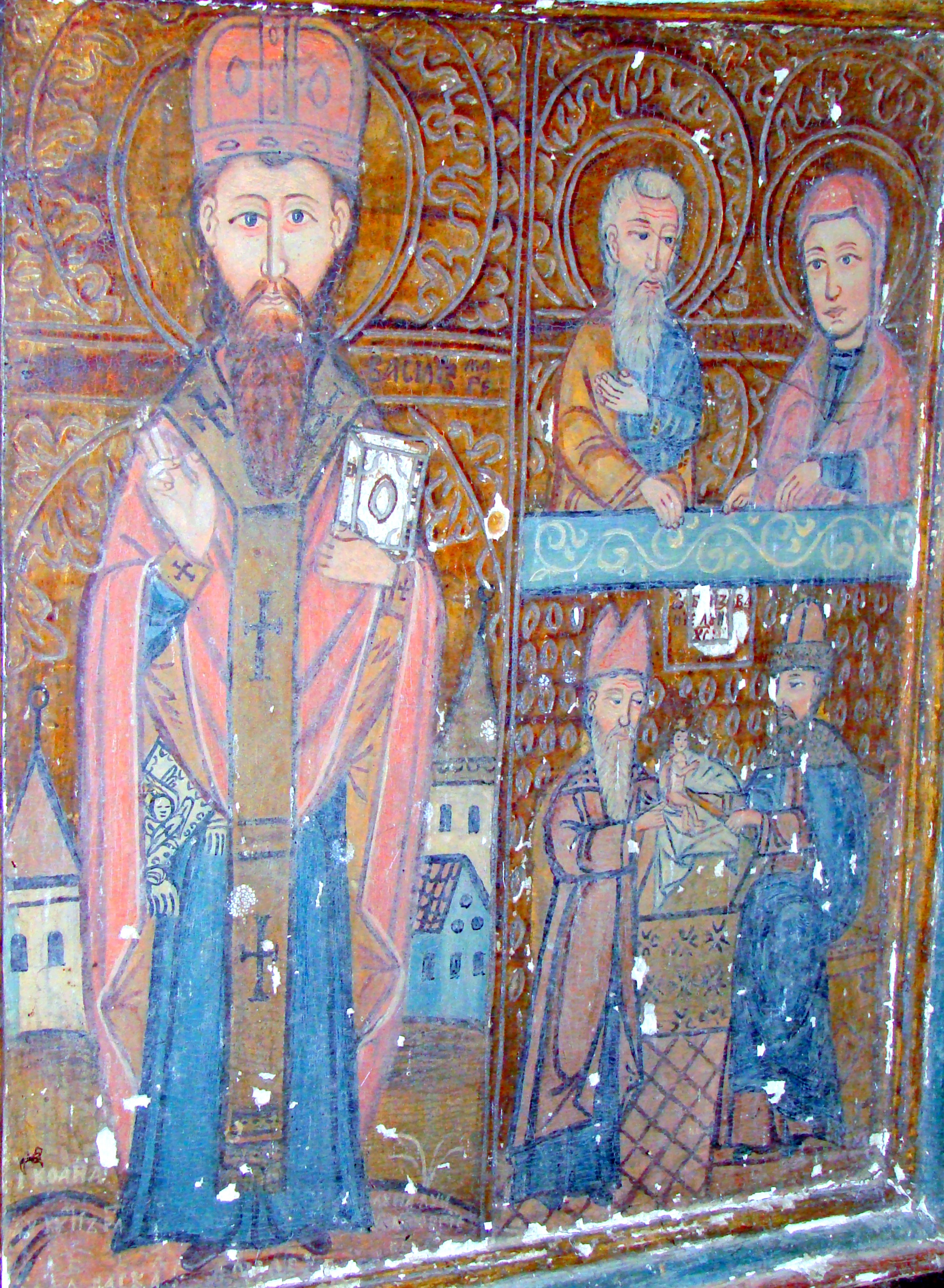
Biserica de lemn din Sârbi Susani: Sfântul Vasile cel Mare și Circumcizia lui Iisus
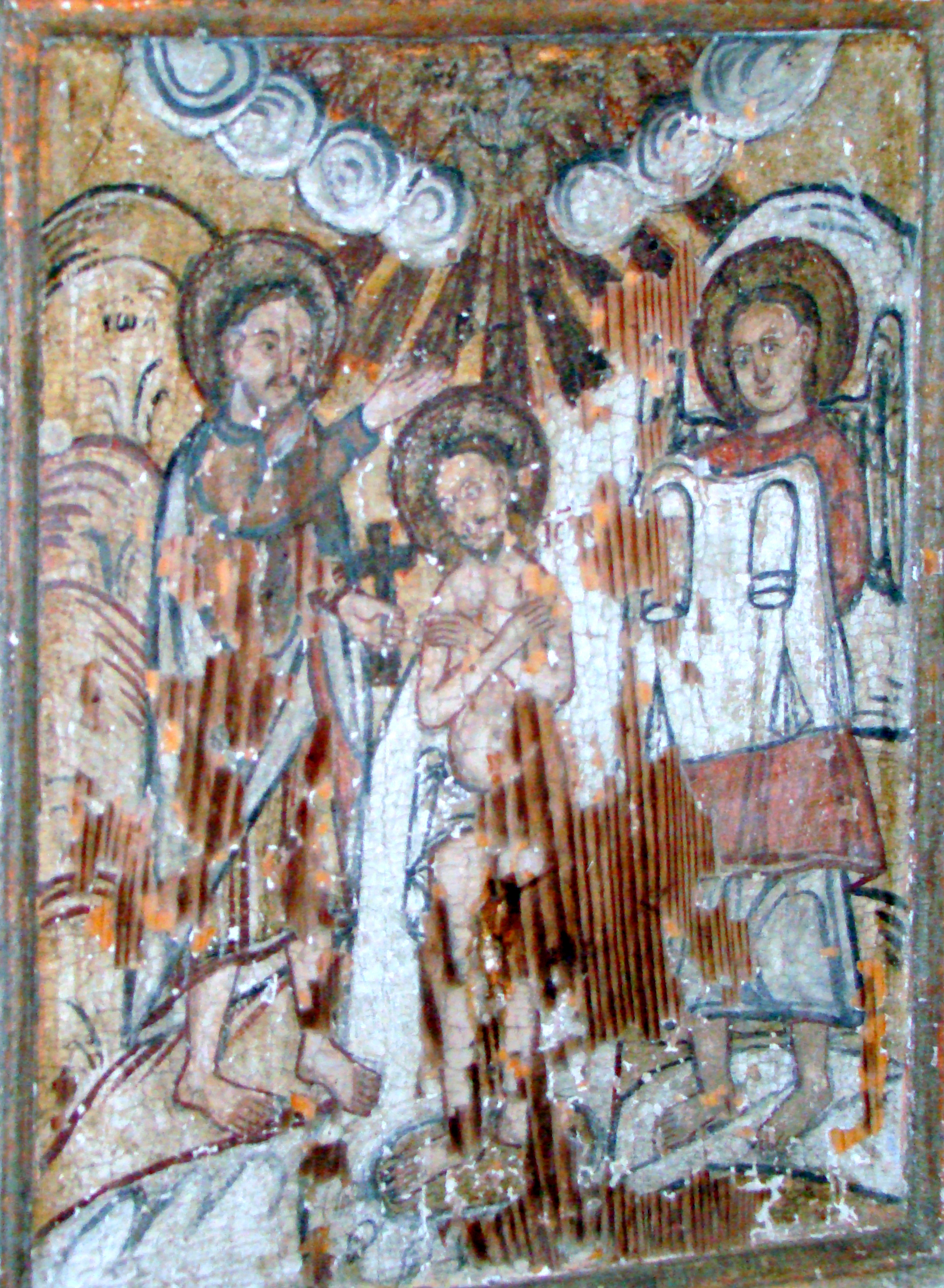
Biserica de lemn din Sârbi Susani: Botezul Domnului
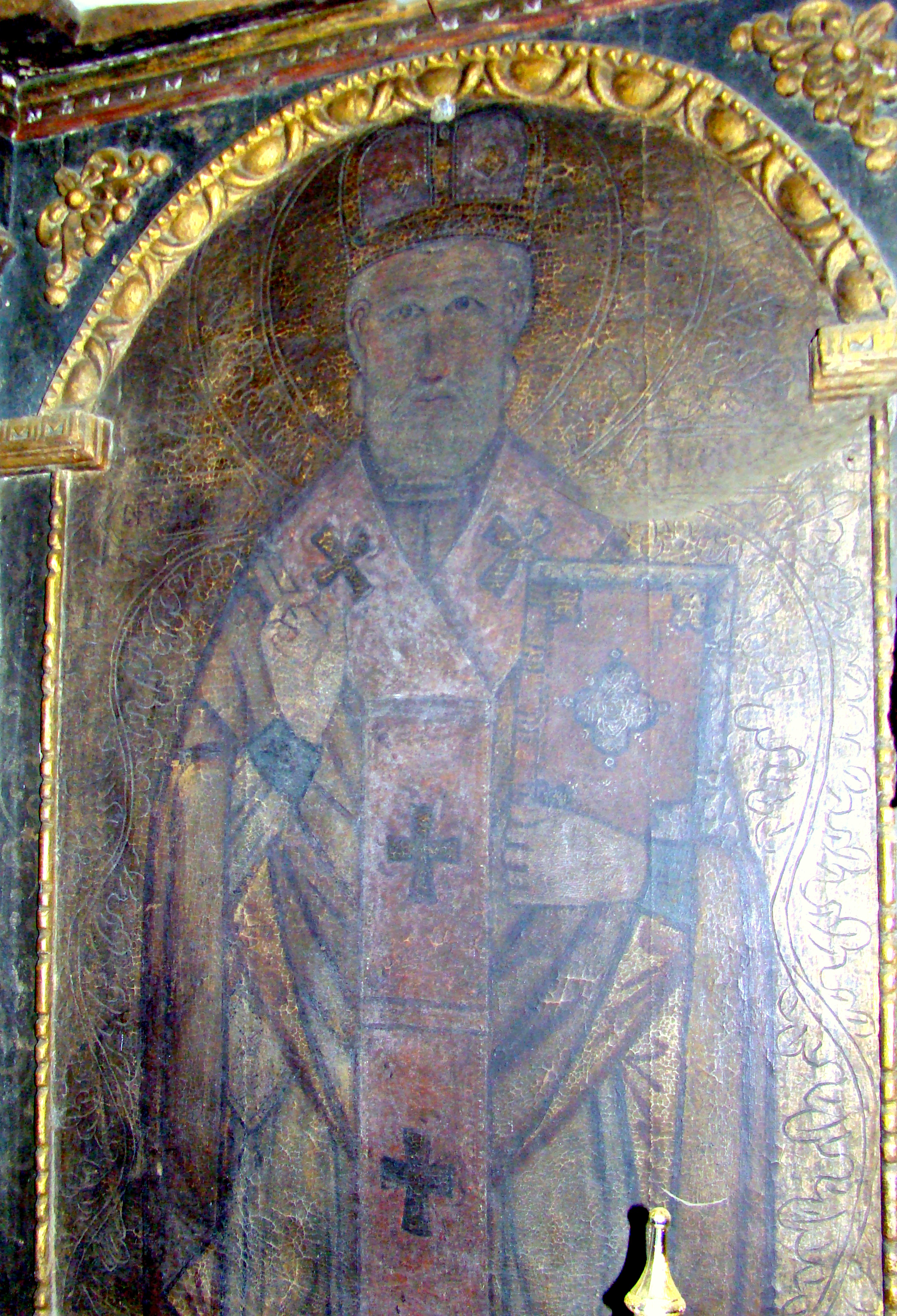
Biserica de lemn din Strâmtura: Sfântul Nicolae
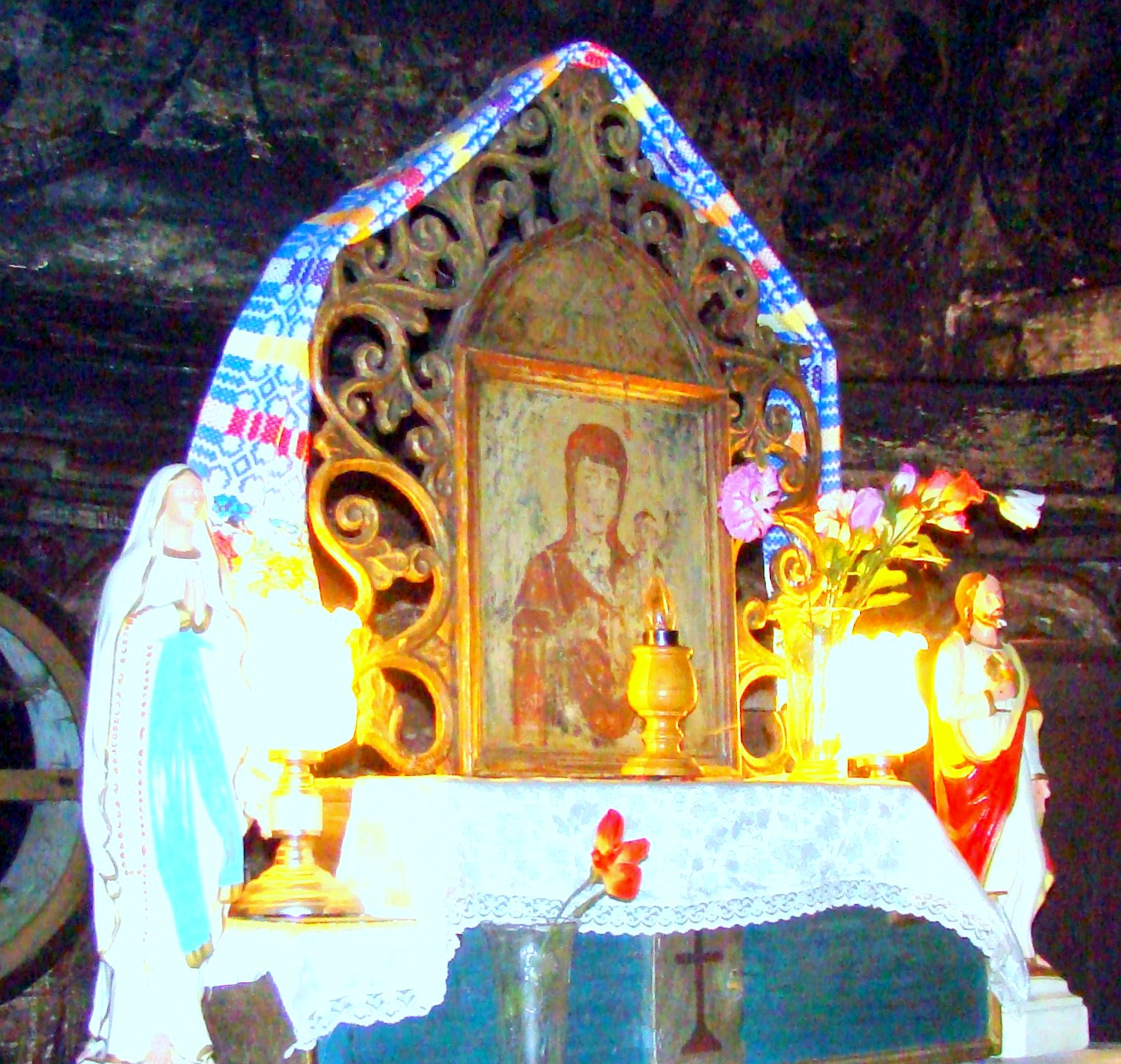
Biserica de lemn din Strâmtura: icoana altarului
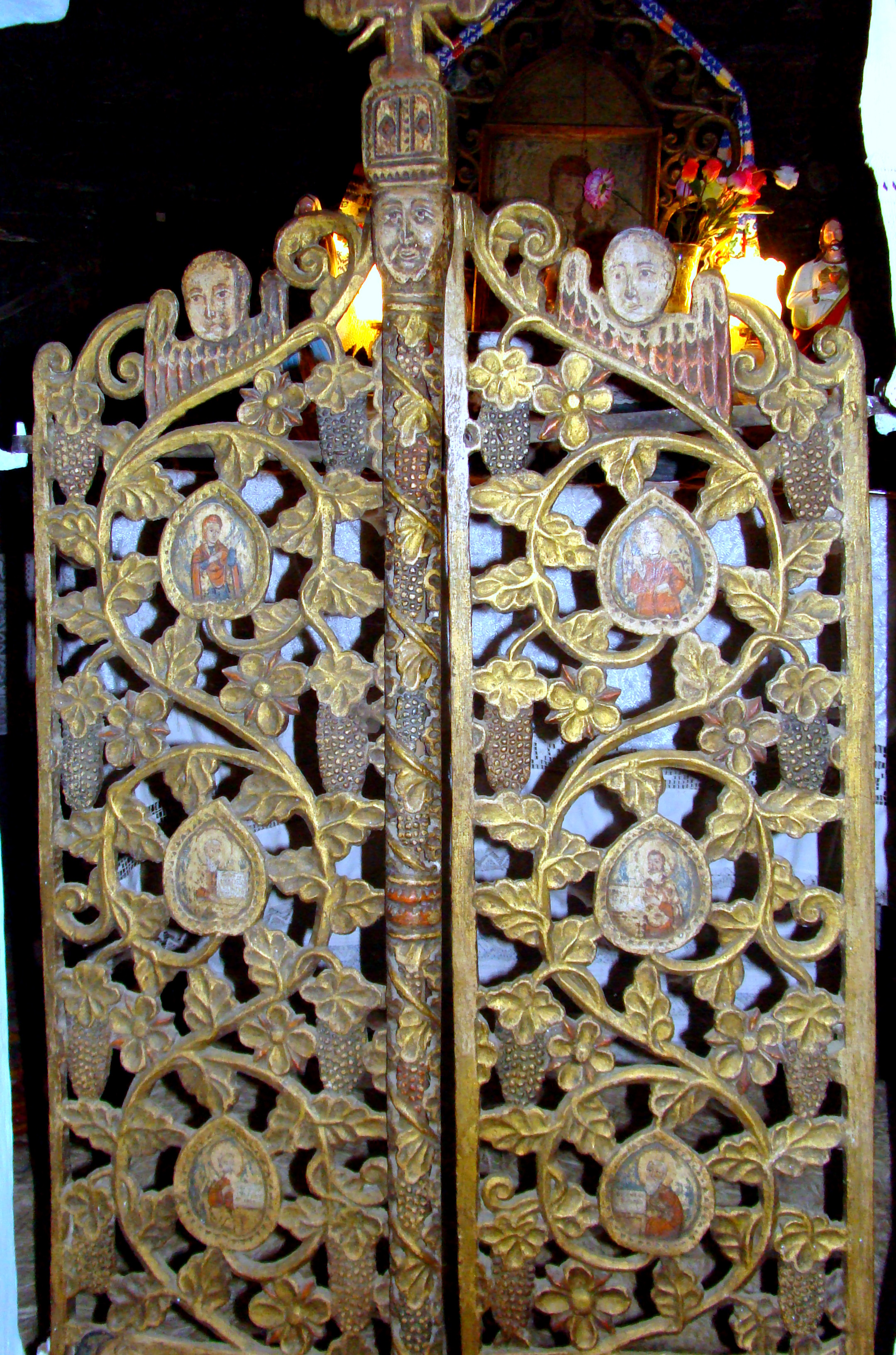
Biserica de lemn din Strâmtura: ușile împărătești
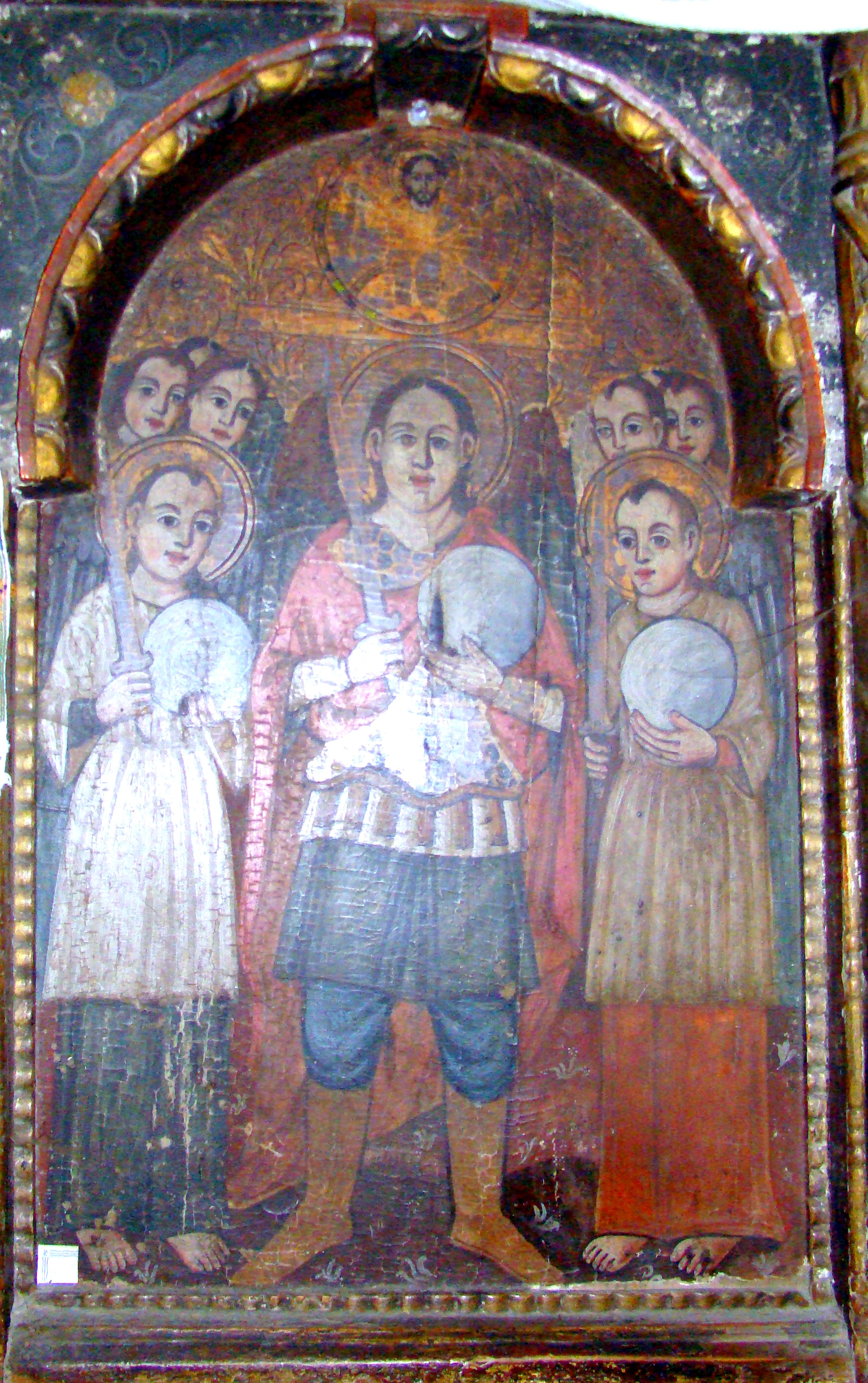
Biserica de lemn din Strâmtura: Soborul Sfinților Arhangheli
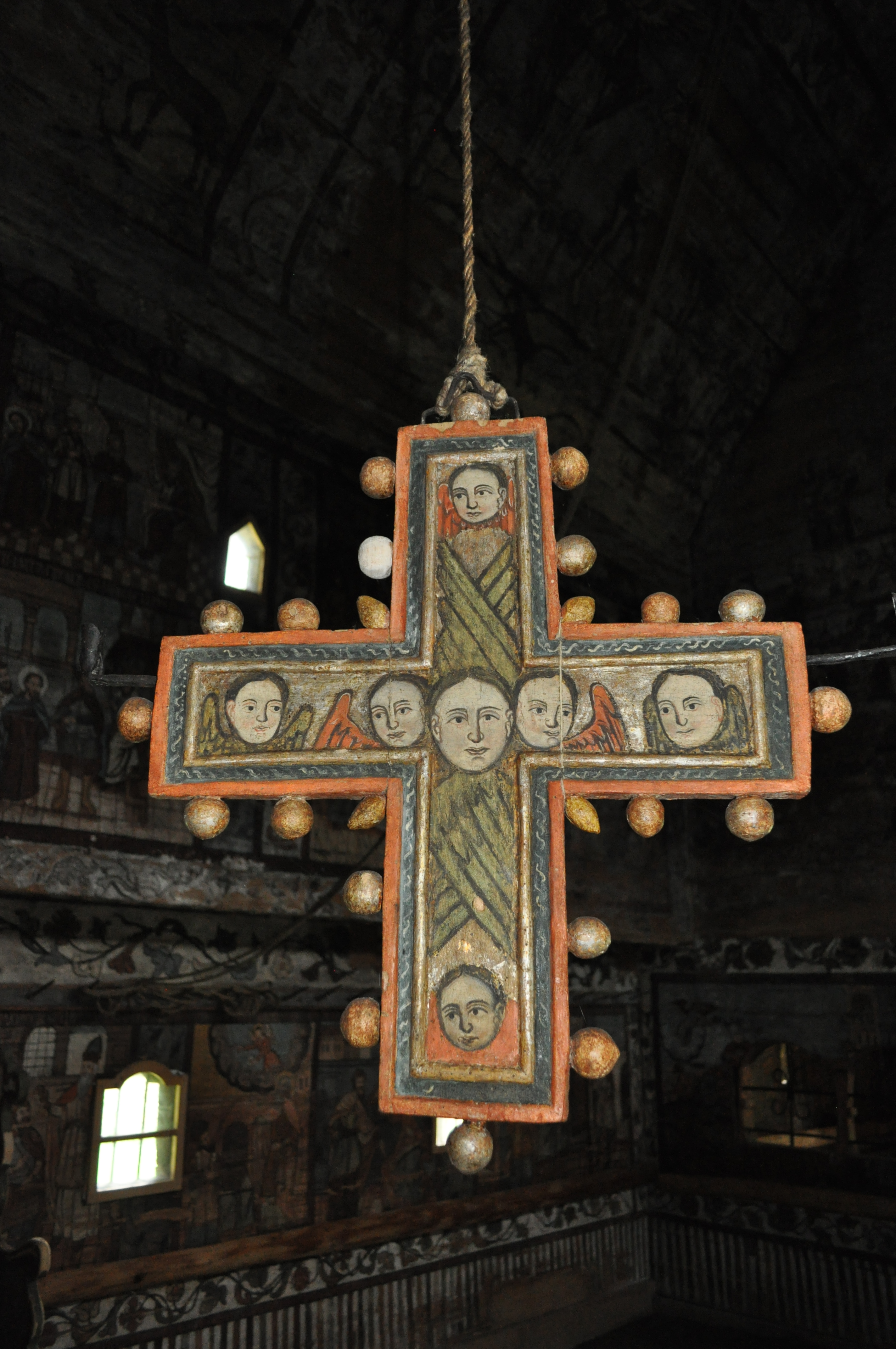
Biserica de lemn din Bogdan Vodă: candelabru (heruvimi și serafimi)
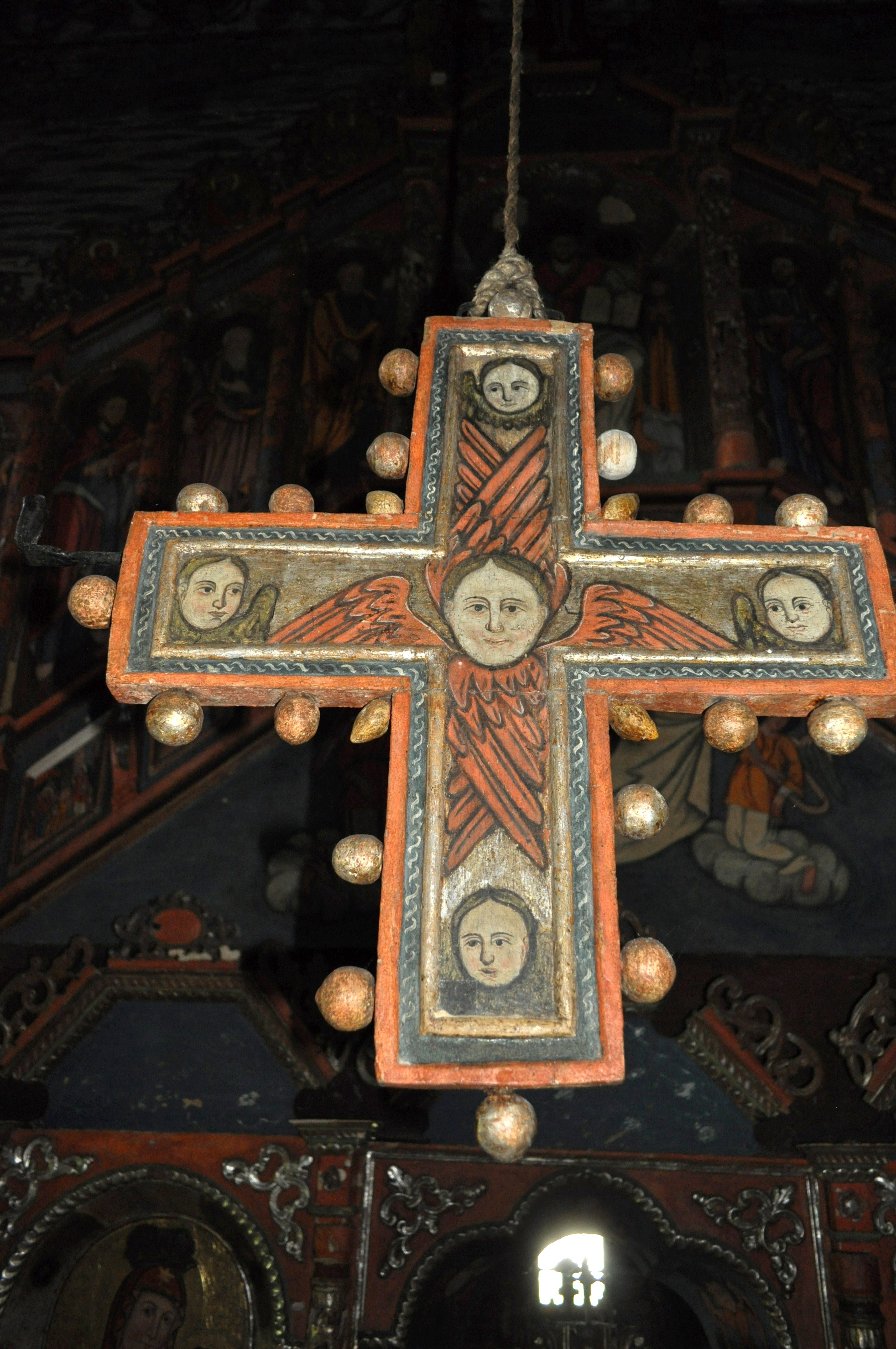
Biserica de lemn din Bogdan Vodă: candelabru (heruvimi și serafimi)
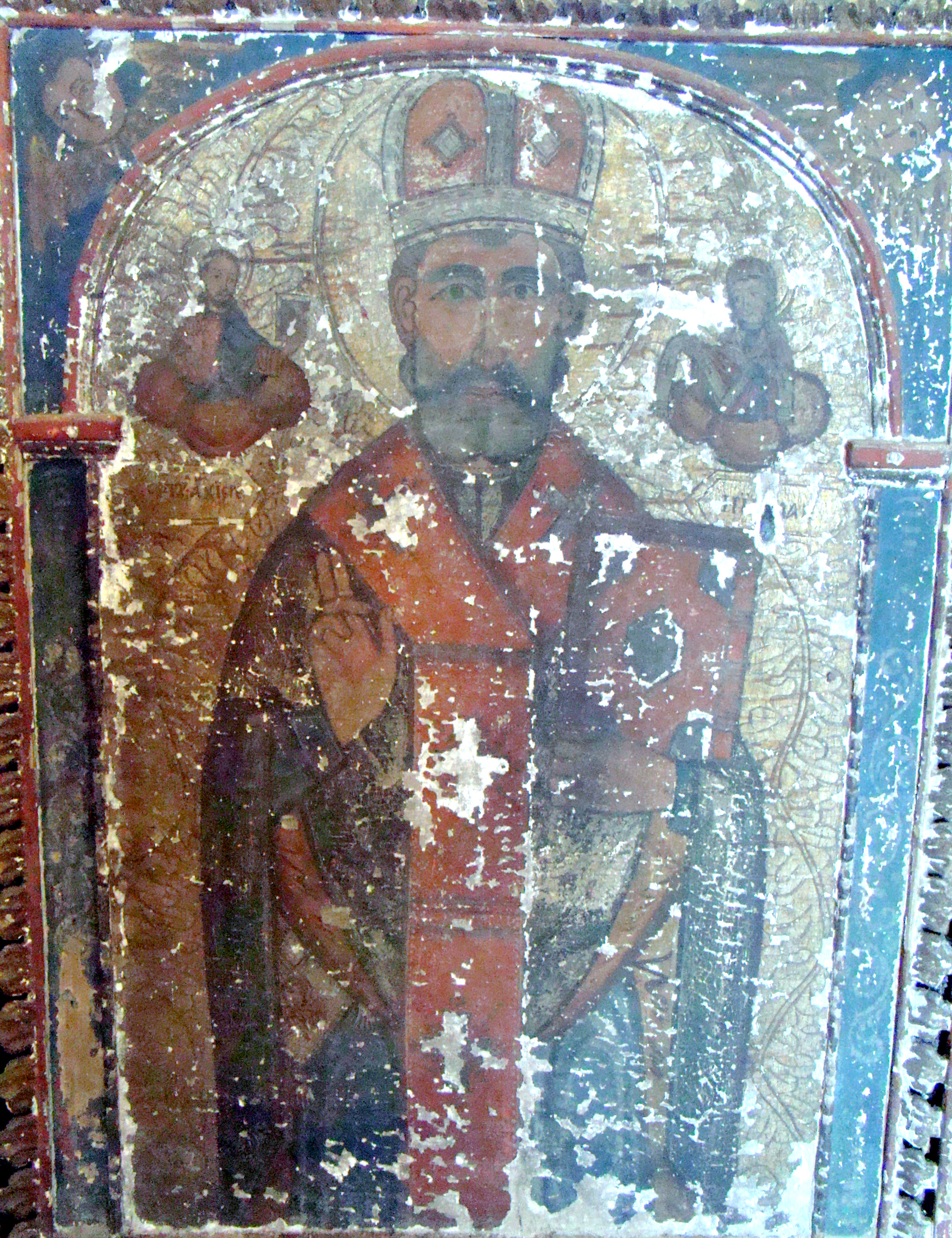
Biserica de lemn din Sârbi Josani: Sfântul Nicolae
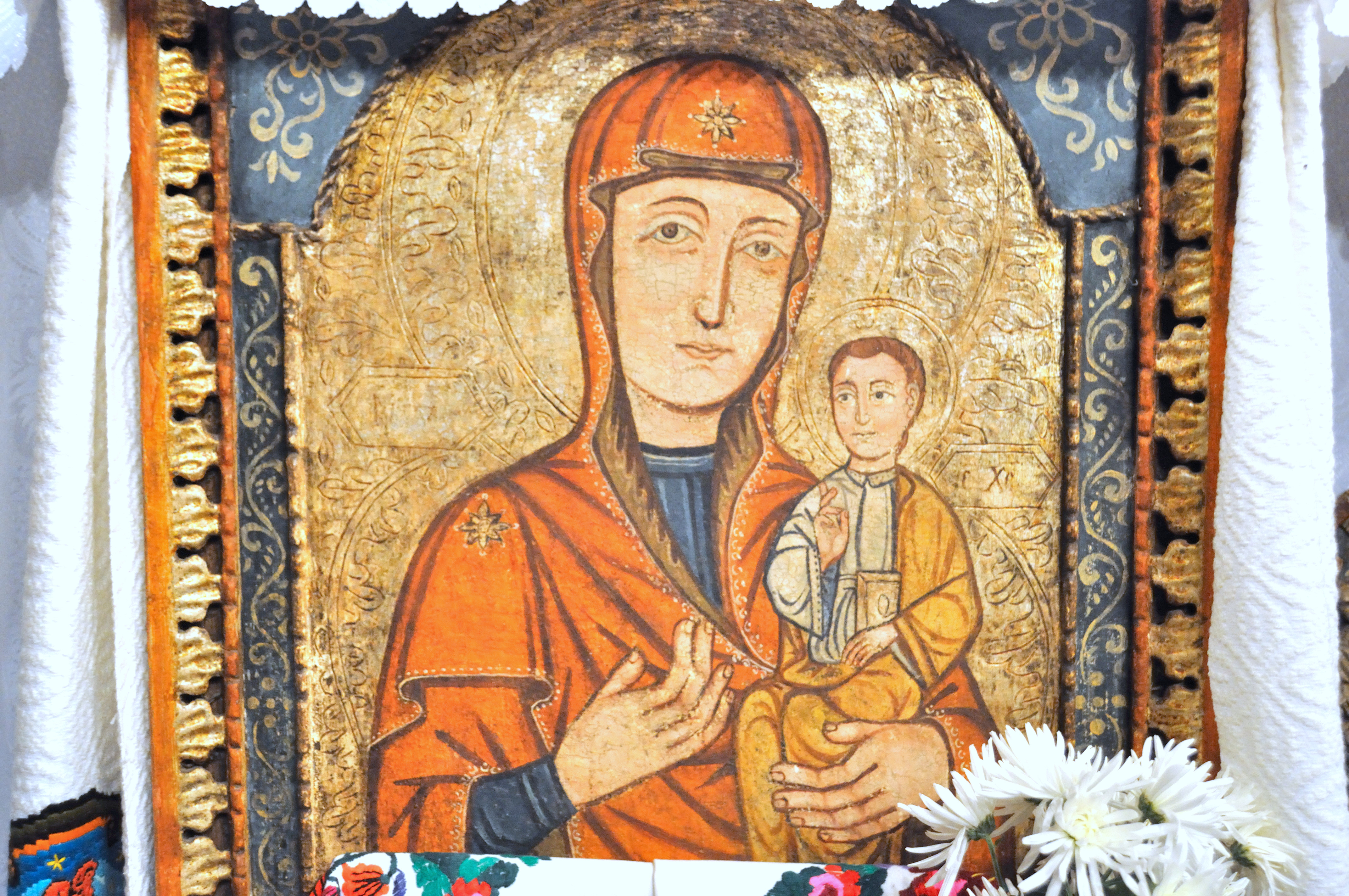
Biserica de lemn din Desești: Maica Domnului cu Pruncul
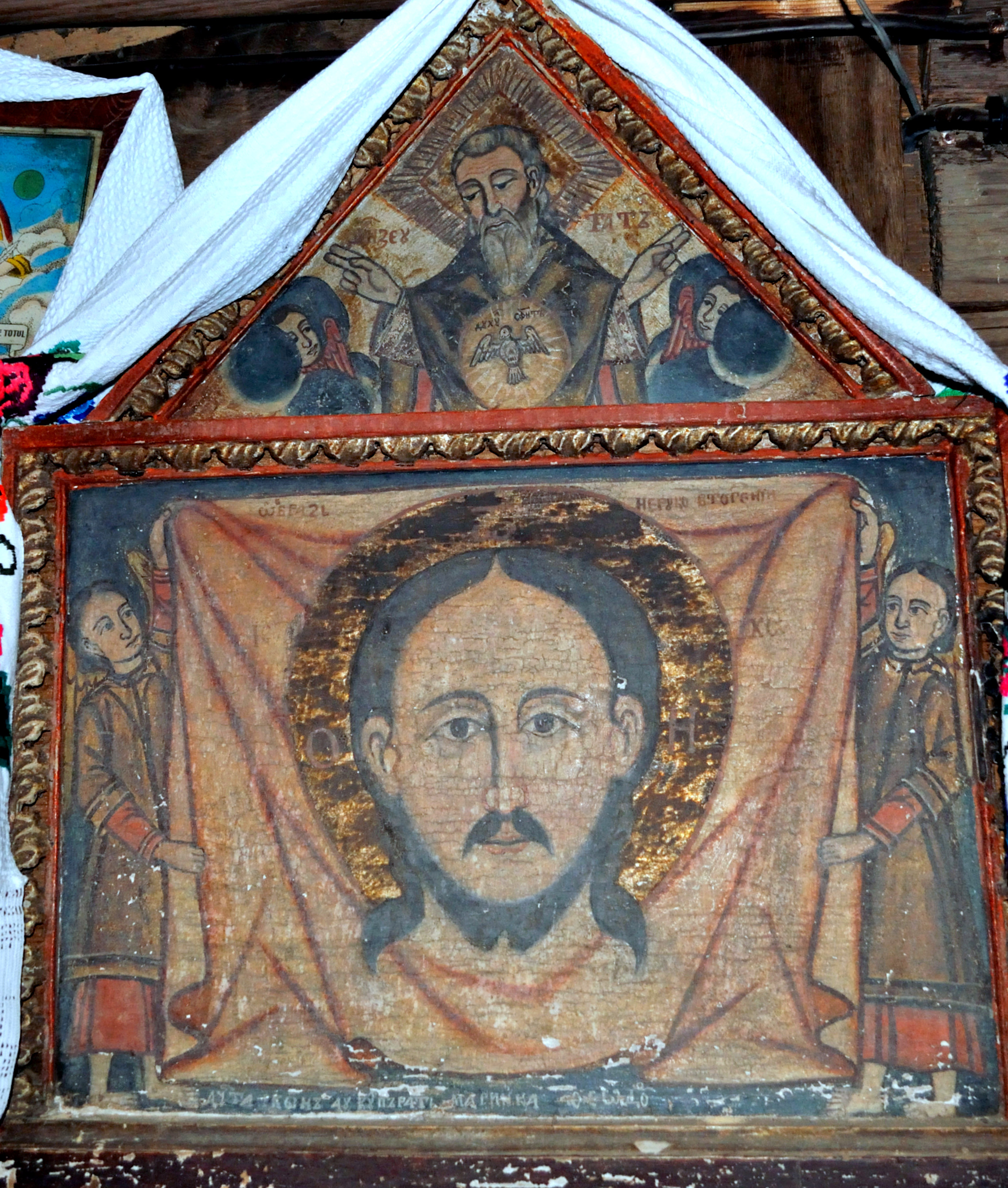
Biserica de lemn din Budești Susani: Mandylion
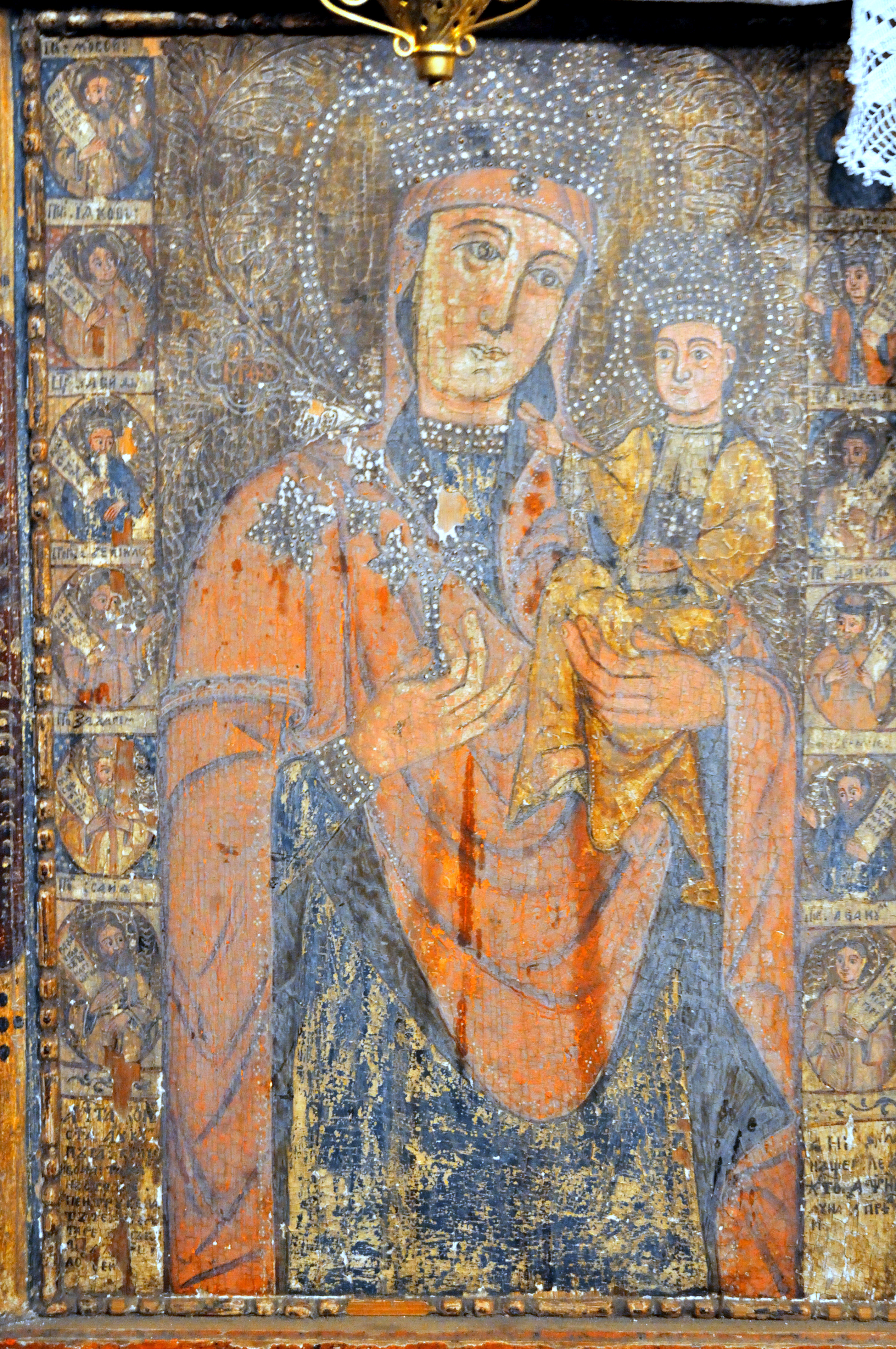
Biserica de lemn din Budești Susani: Maica Domnului cu Pruncul
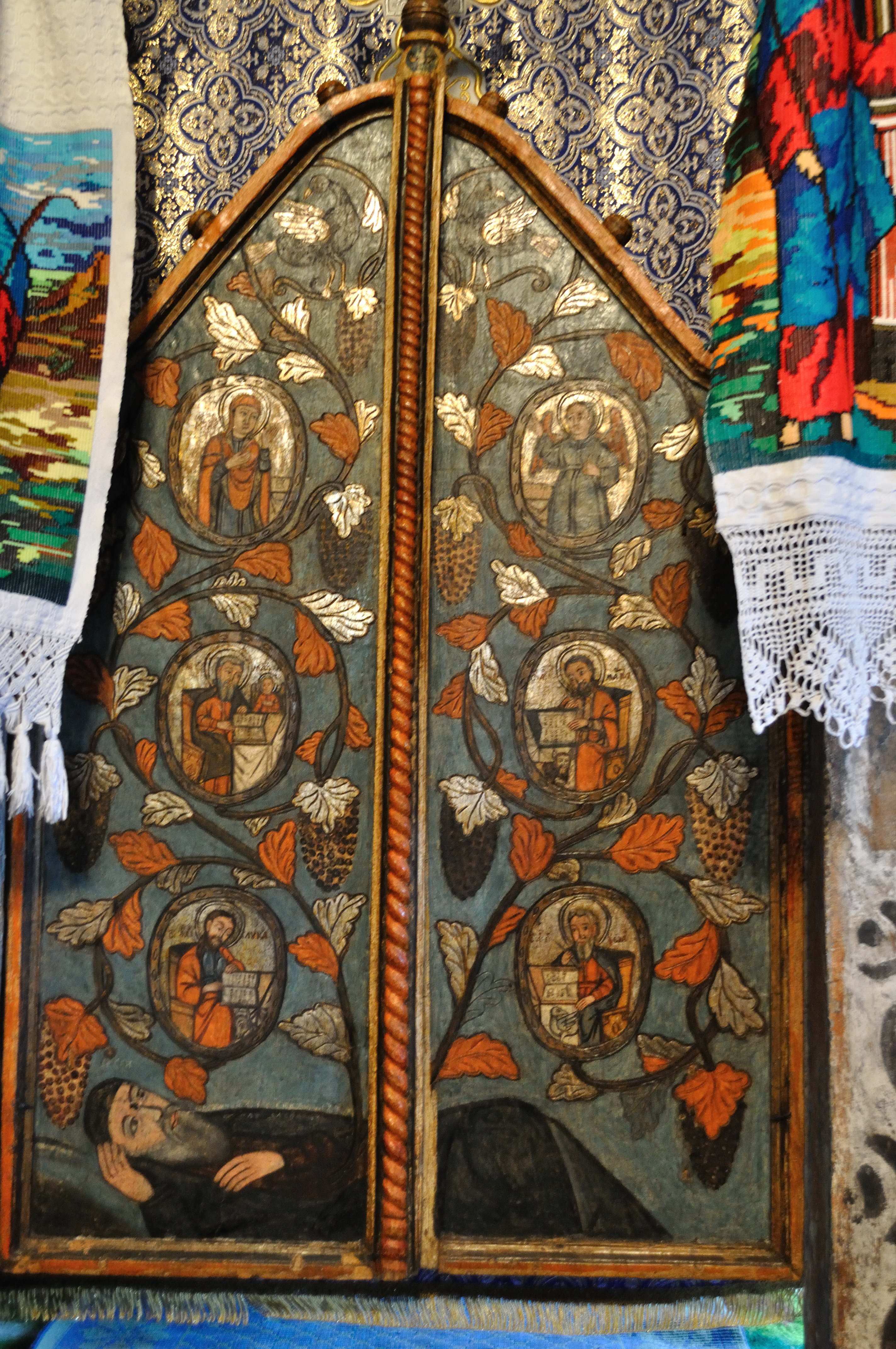
Biserica de lemn din Budești Josani: ușile împărătești
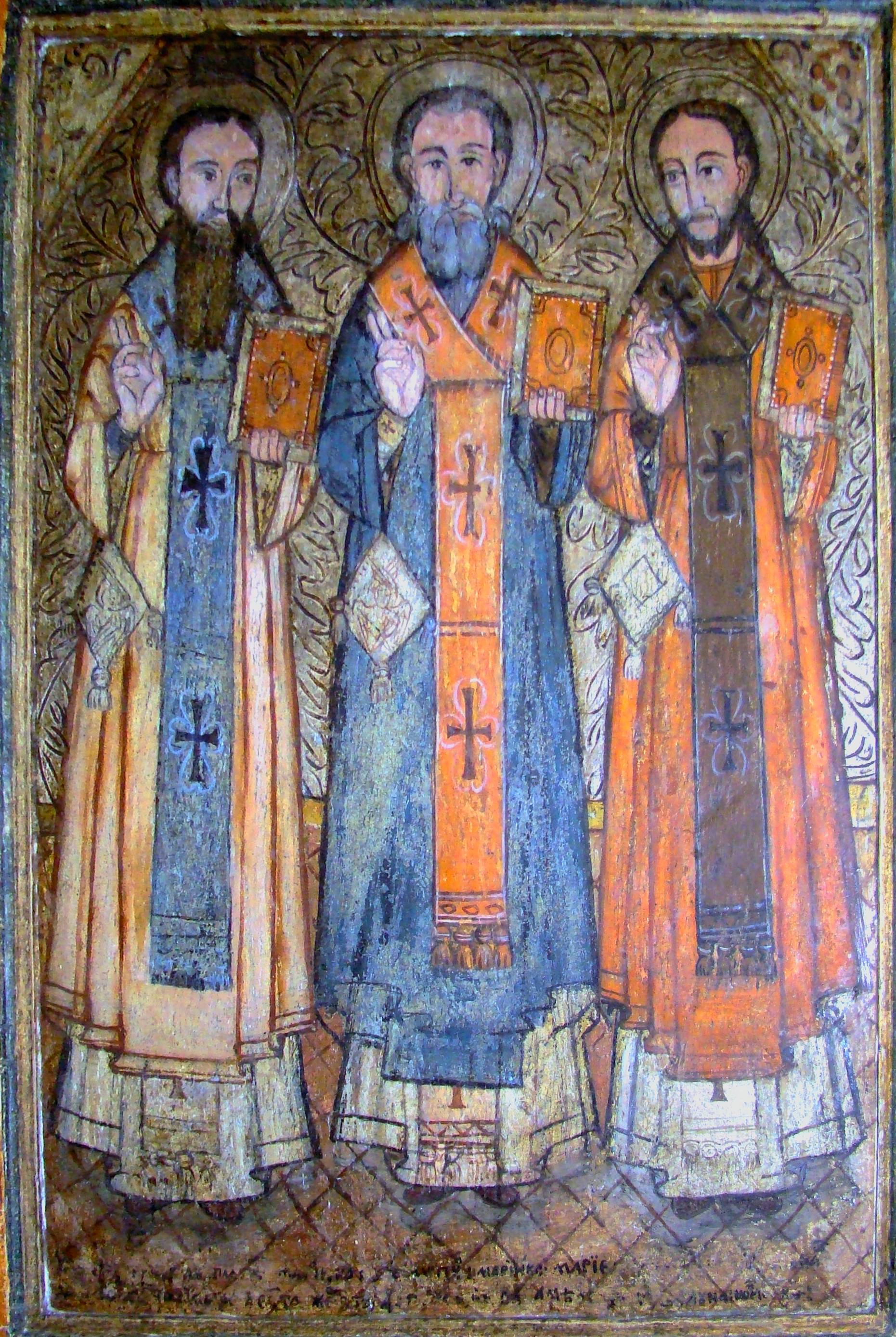
Biserica de lemn din Budești Josani: Sfinții Trei Ierarhi
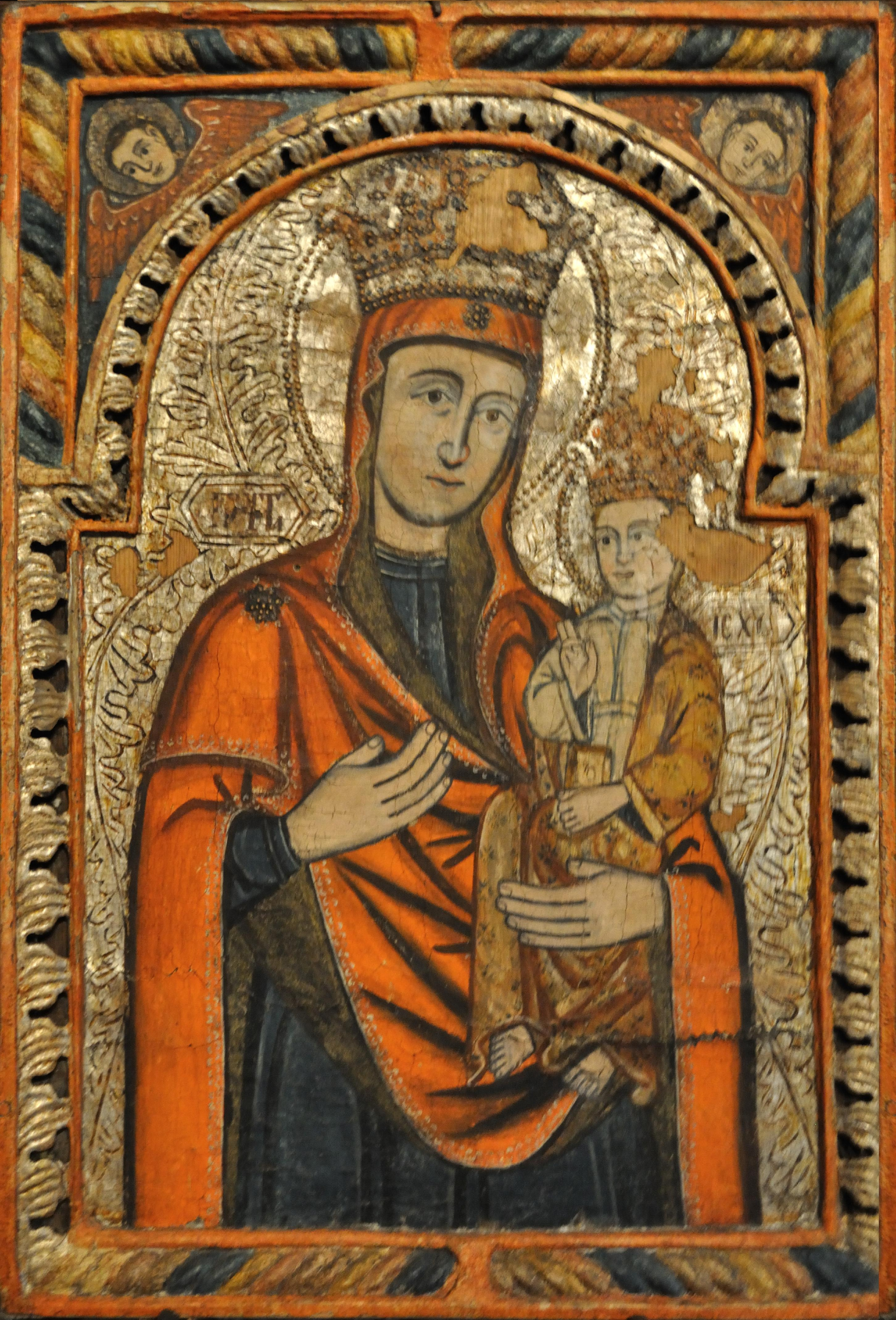
Biserica de lemn din Budești Josani: Maica Domnului cu Pruncul
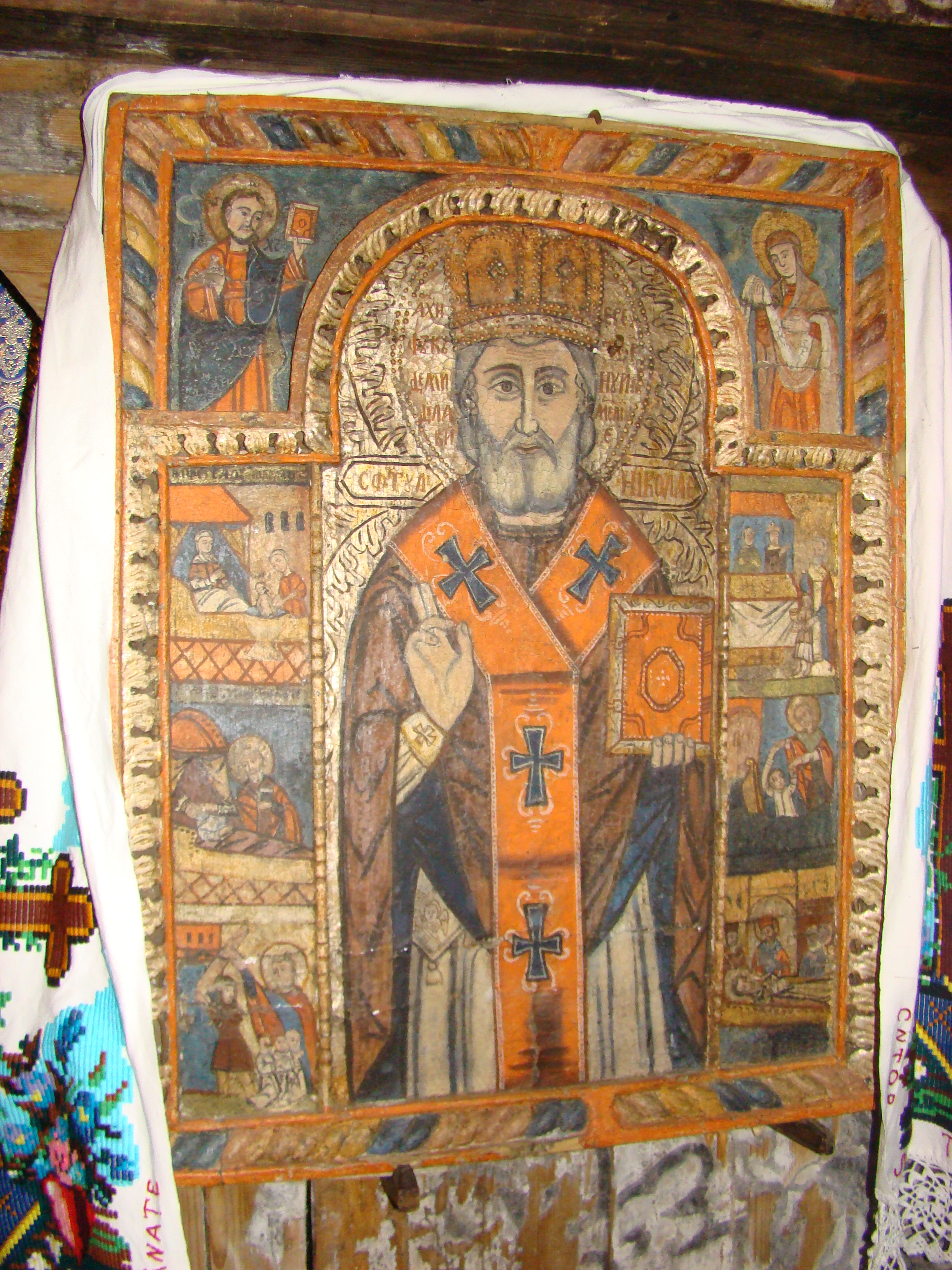
Biserica de lemn din Budești Josani: Sfântul Nicolae
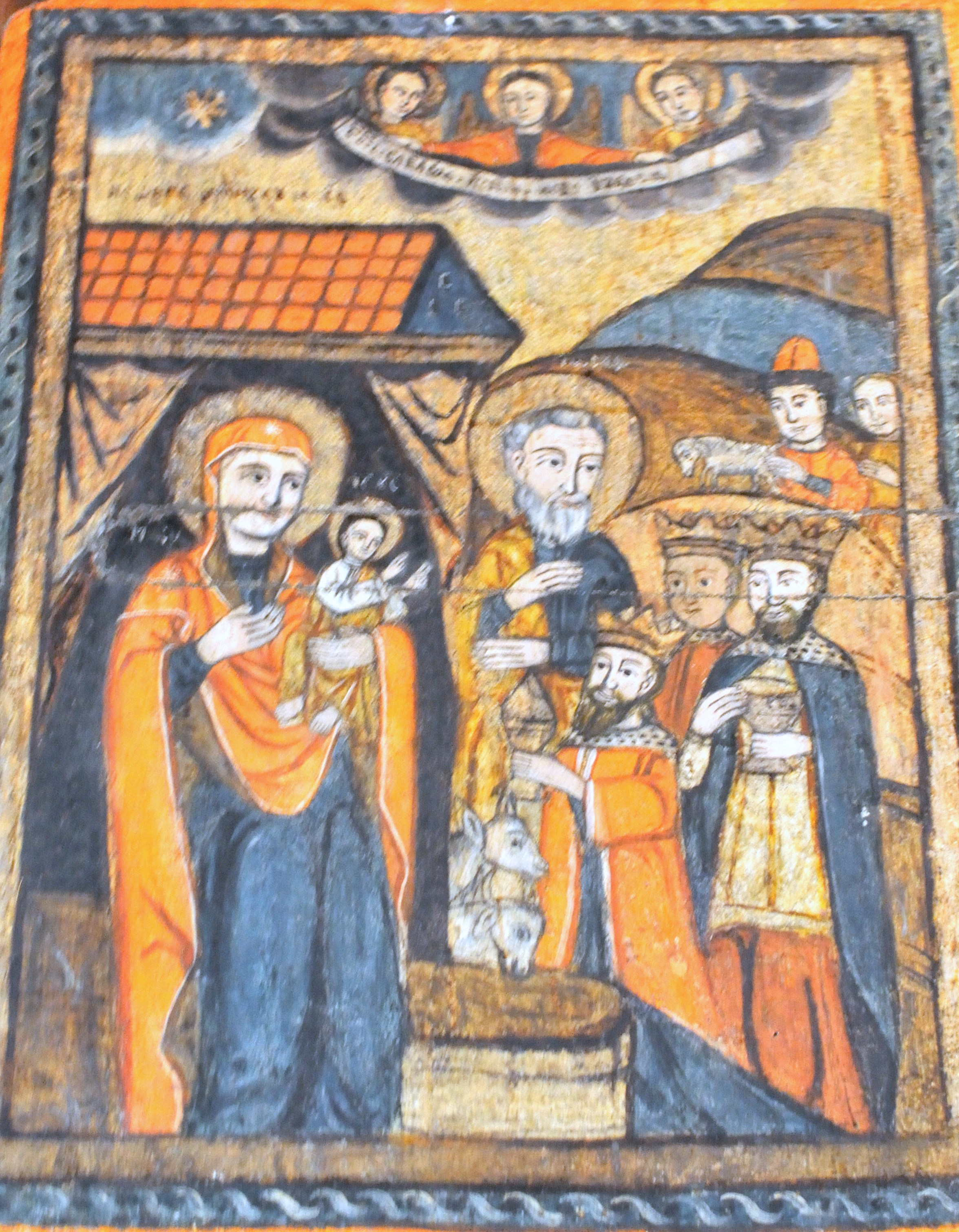
Biserica de lemn din Budești Josani: Nașterea Domnului
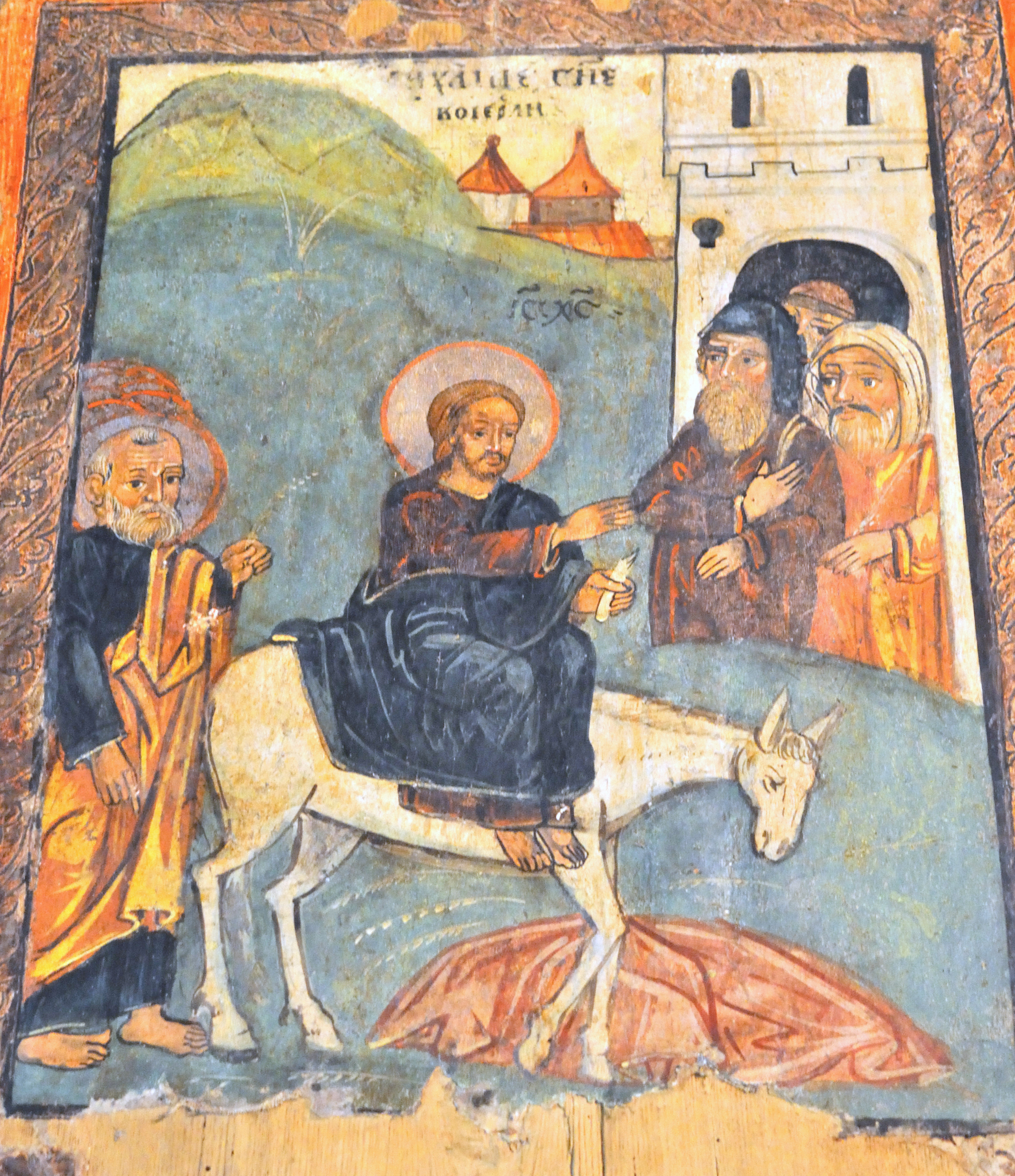
Biserica de lemn din Budești Josani: Intrarea lui Iisus în Ierusalim
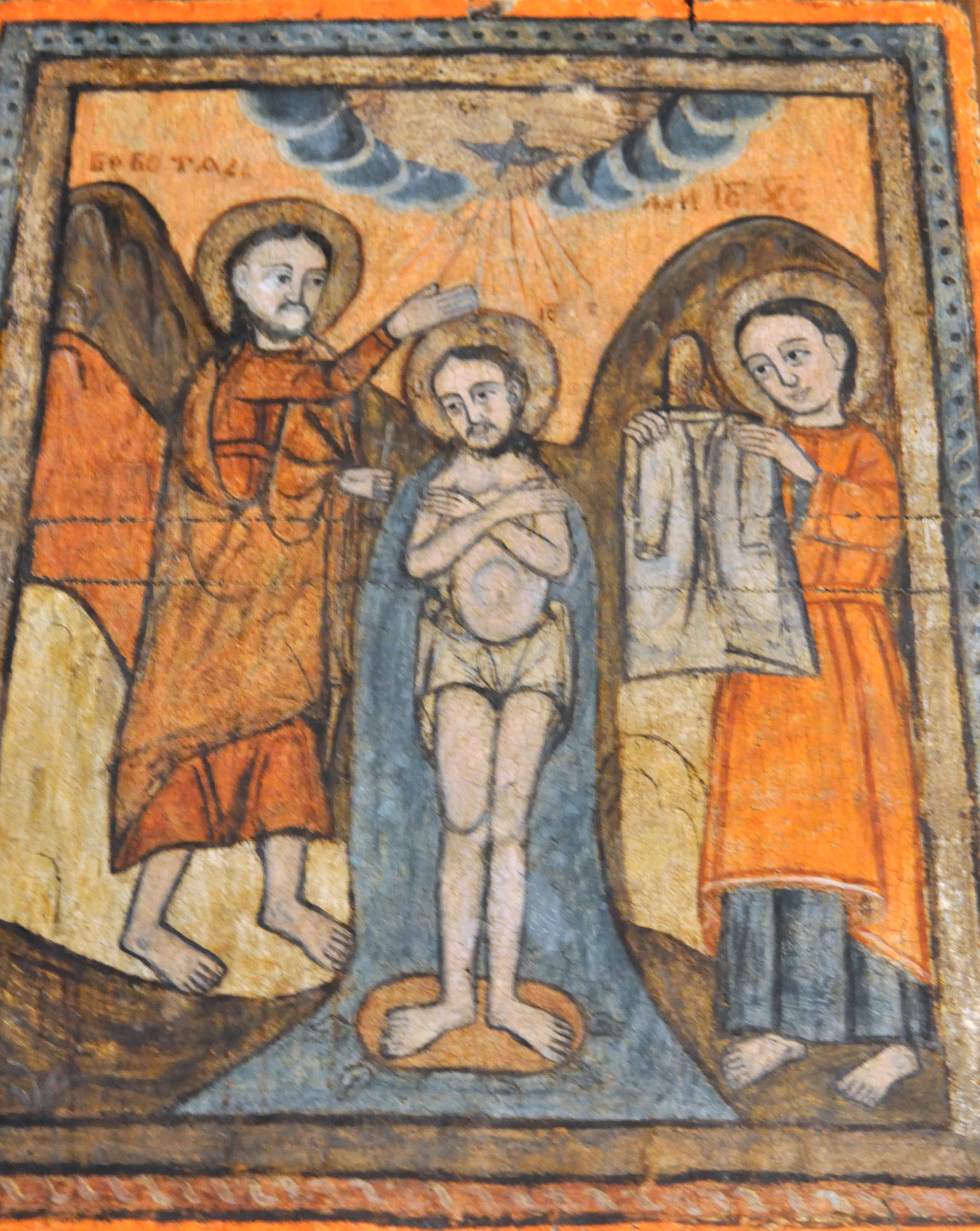
Biserica de lemn din Budești Josani: Bobotiaza lui I[isu]s H[risto]s
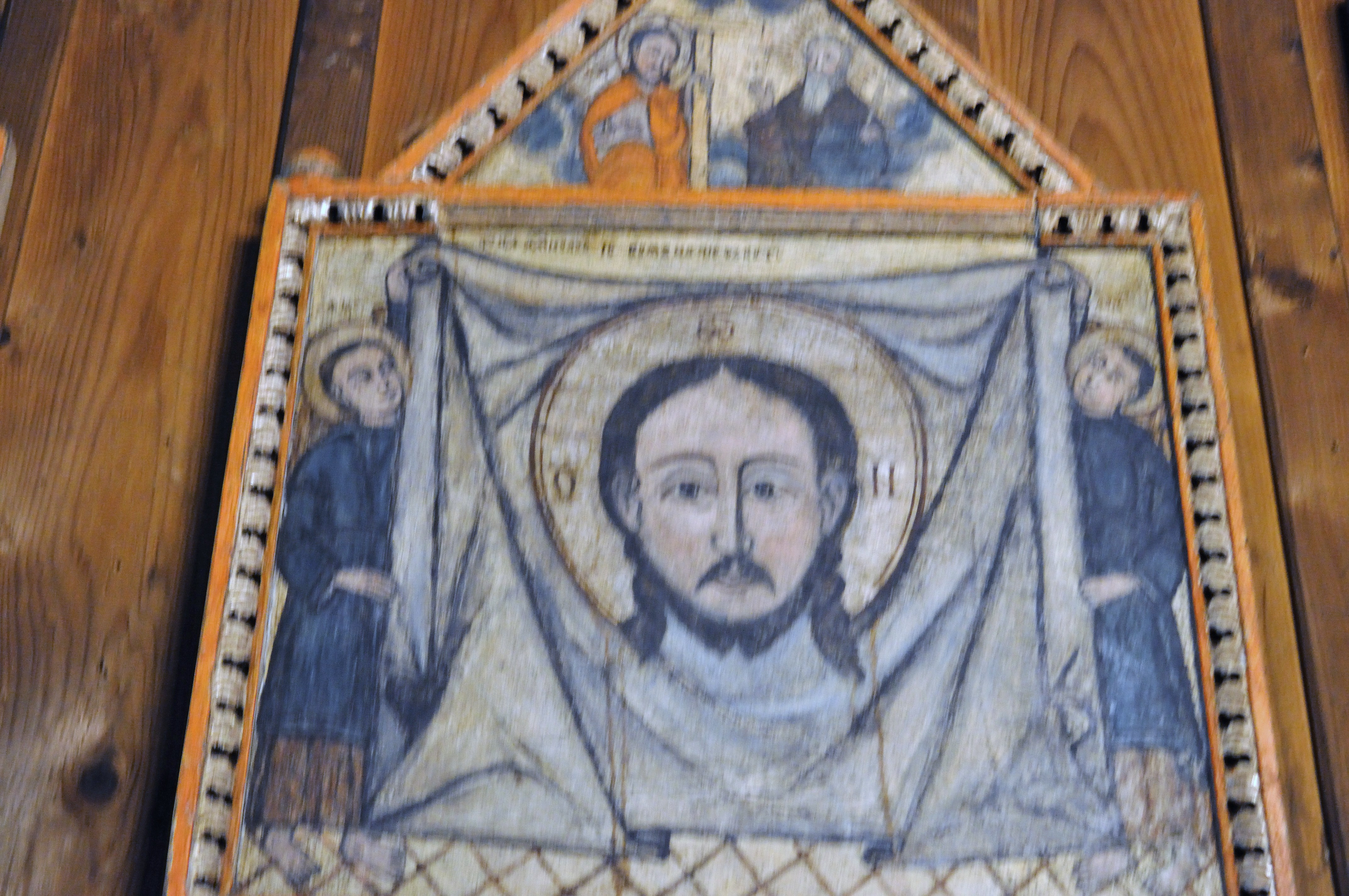
Biserica de lemn din Budești Josani: Mandylion, Făța D[o]mnului I[isu]s cu Măna Nefăcut
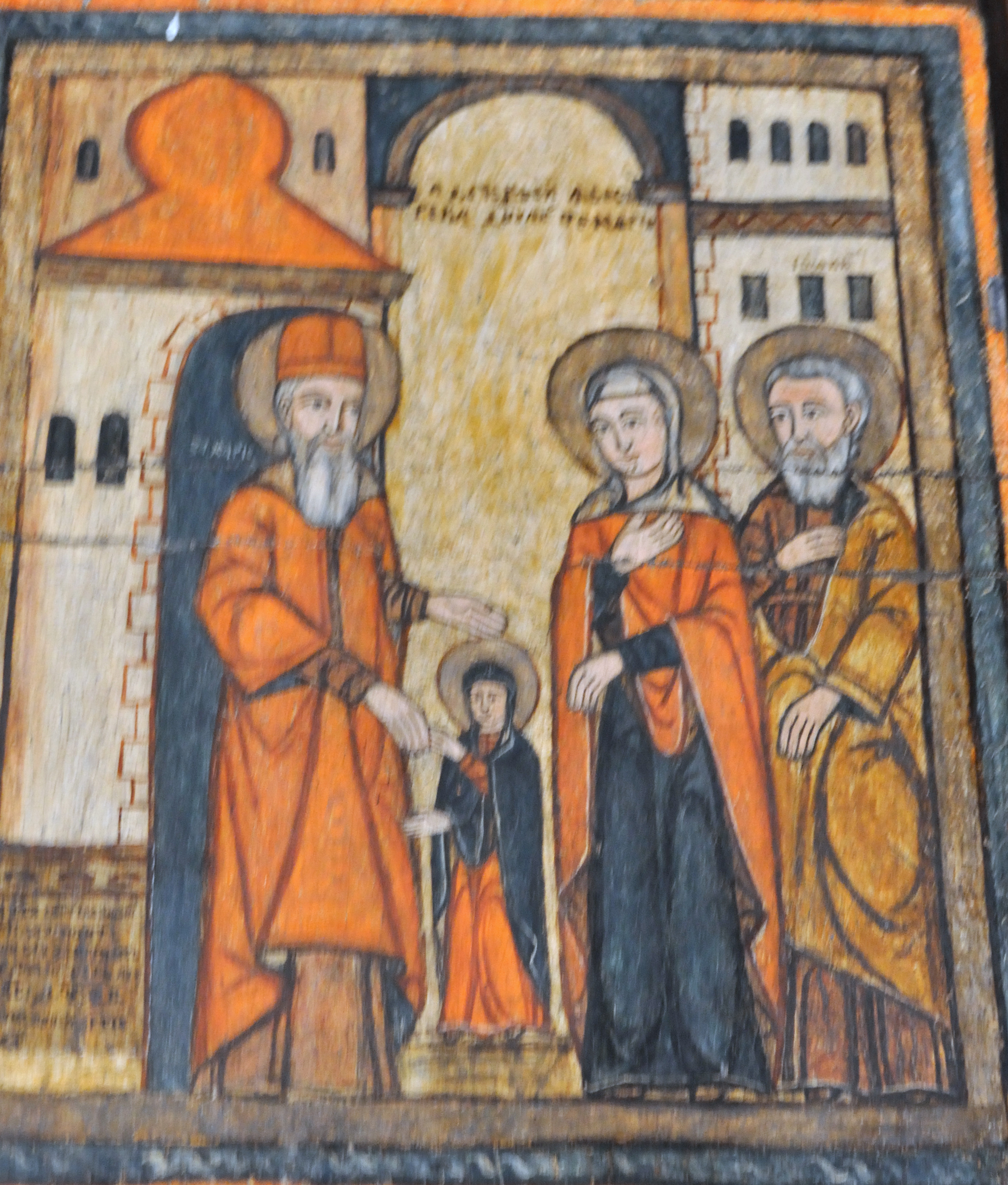
Biserica de lemn din Budești Josani:Intrarea în Biserică a Maicii Domnului („Aducerei în Beseareca D[o]mnului pre Marie”)
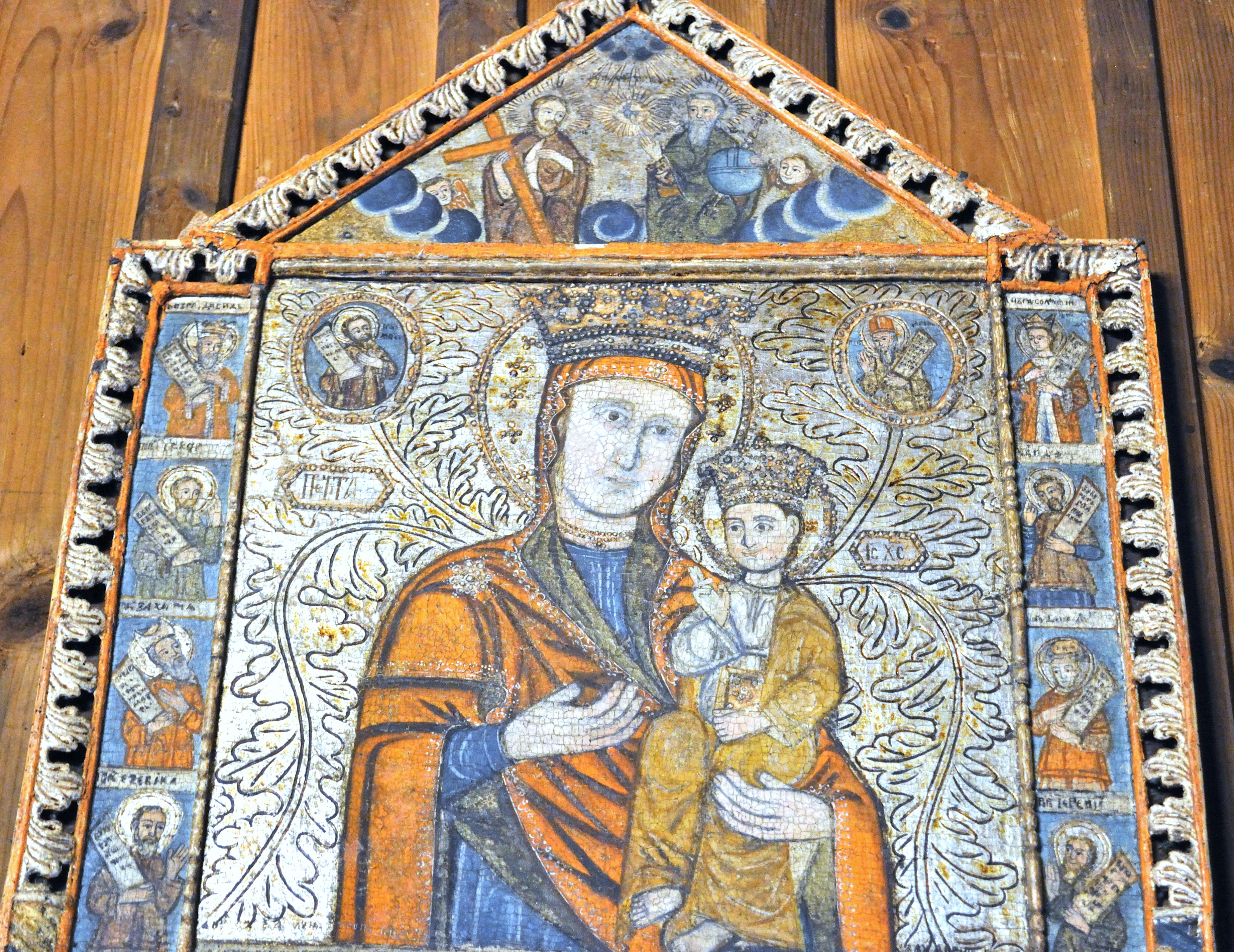
Biserica de lemn din Budești Josani: icoana altarului (Precista și Sfânta Treime în timpan)
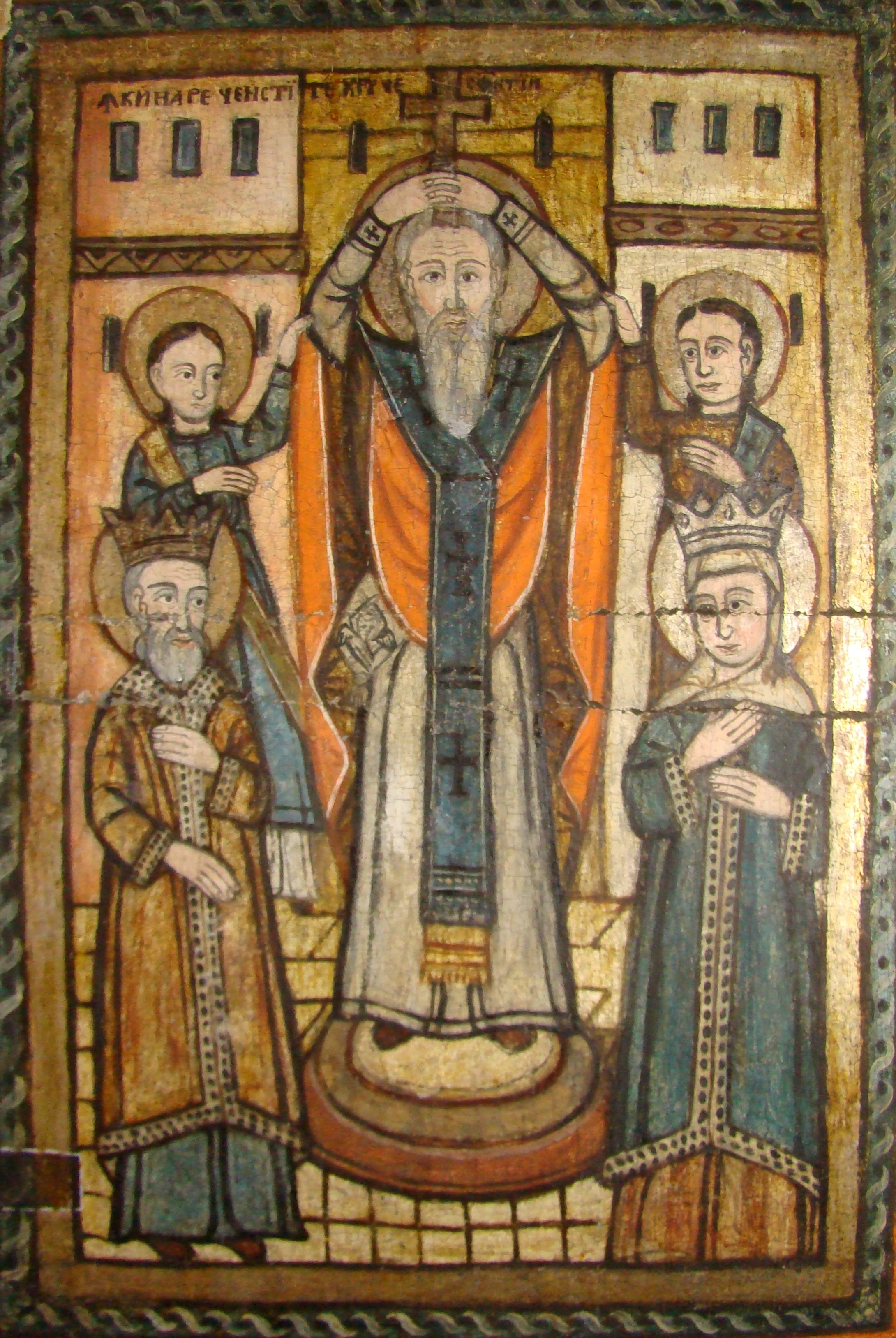
Biserica de lemn din Budești Josani: Înălțarea Sfintei Cruci
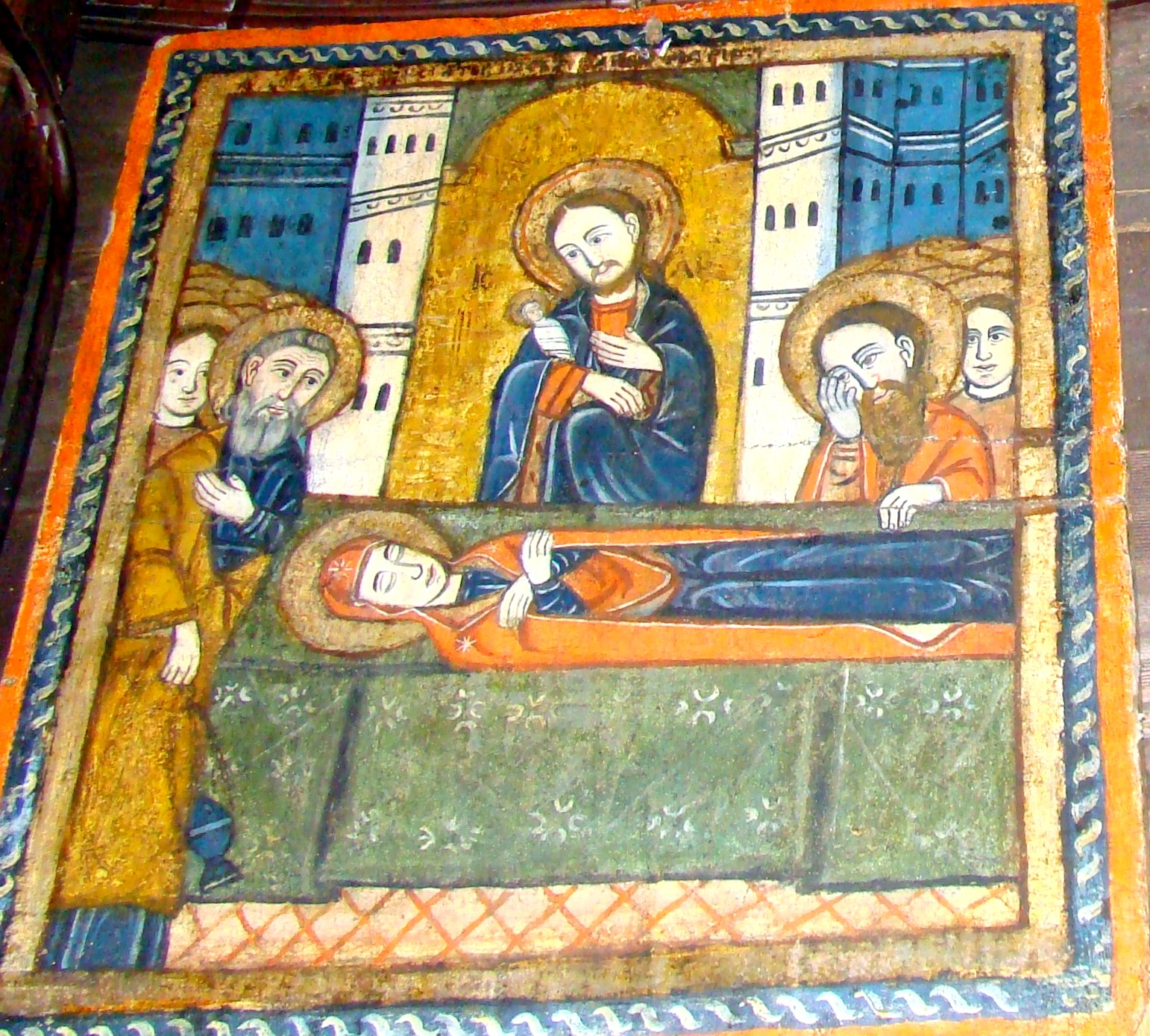
Biserica de lemn din Budești Josani: Adormirea Maicii Domnului
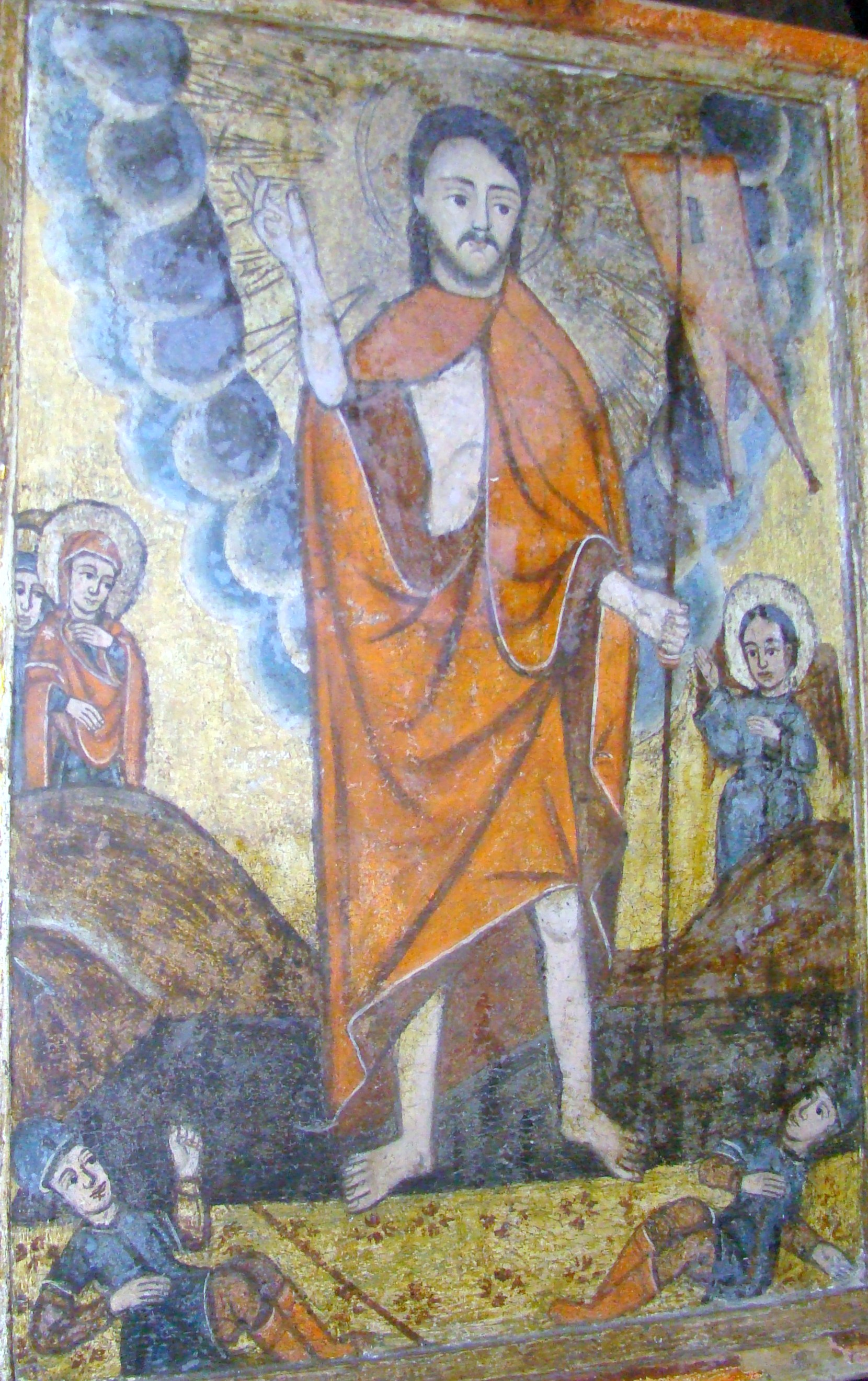
Biserica de lemn din Budești Josani: Învierea lui Iisus Hristos
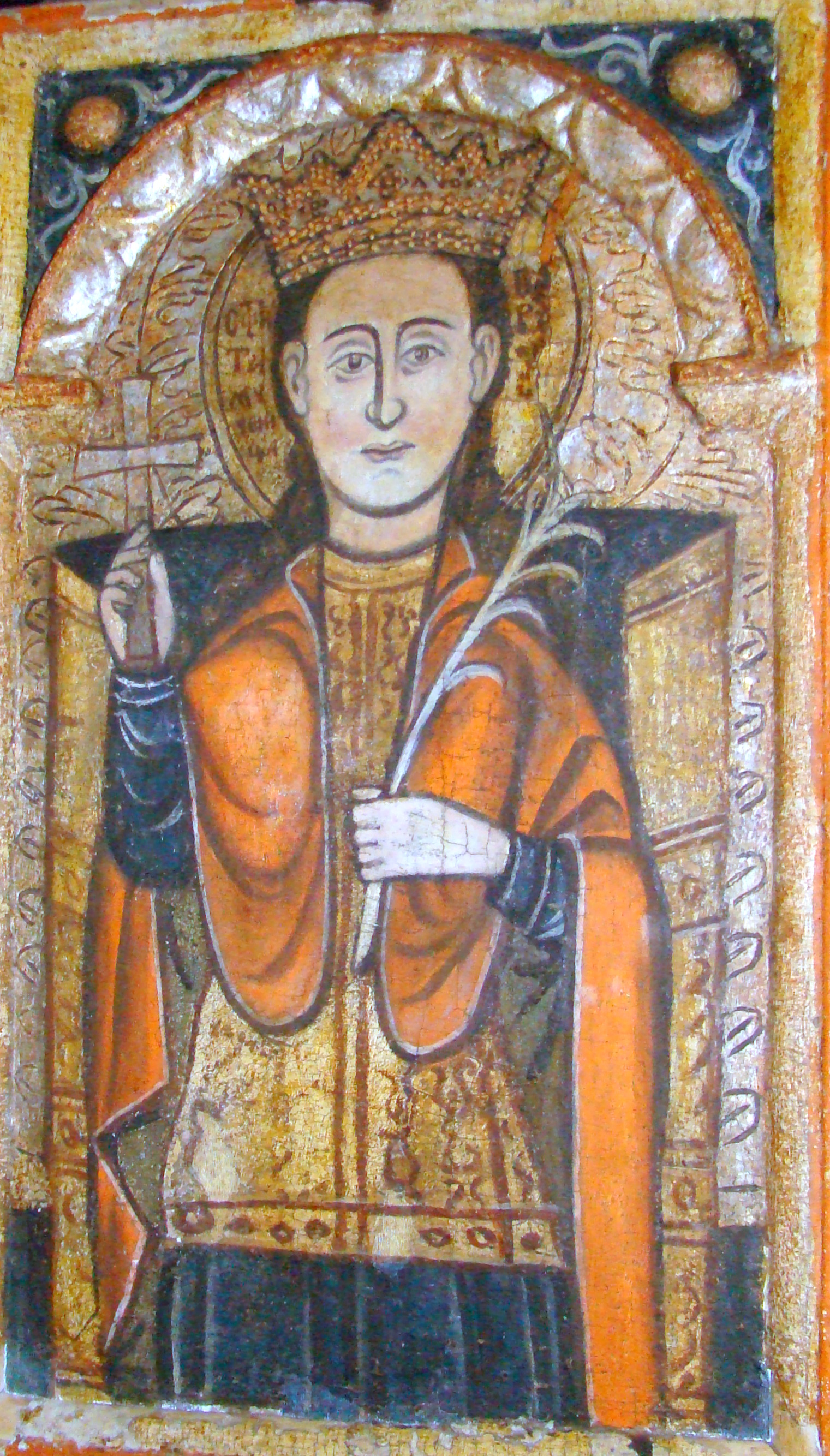
Biserica de lemn din Budești Josani: Sf[â]nta Mucenița Parascheva
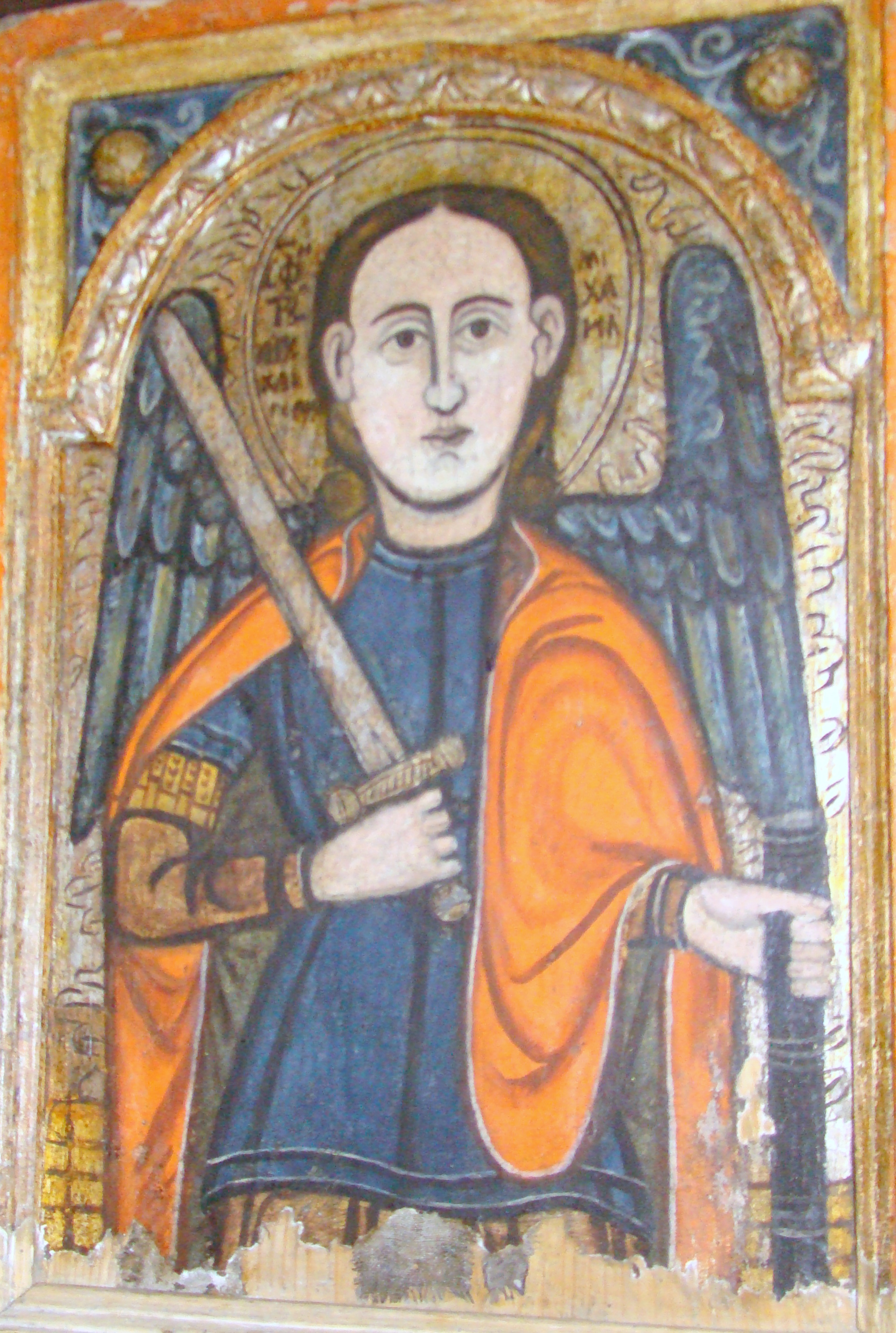
Biserica de lemn din Budești Josani: Arhanghelul Mihail
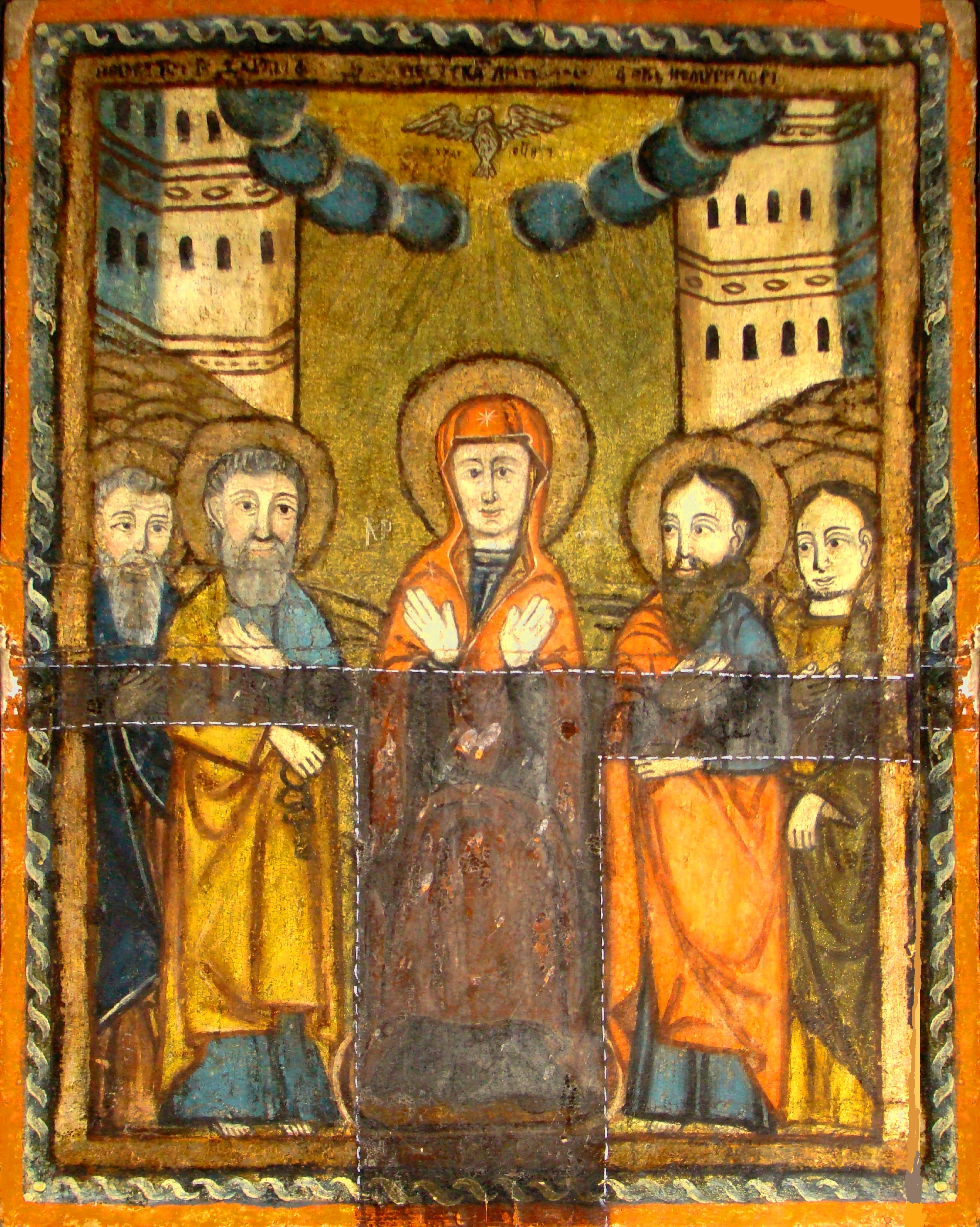
Biserica de lemn din Budești Josani:  Pogorârea Sfântului Duh
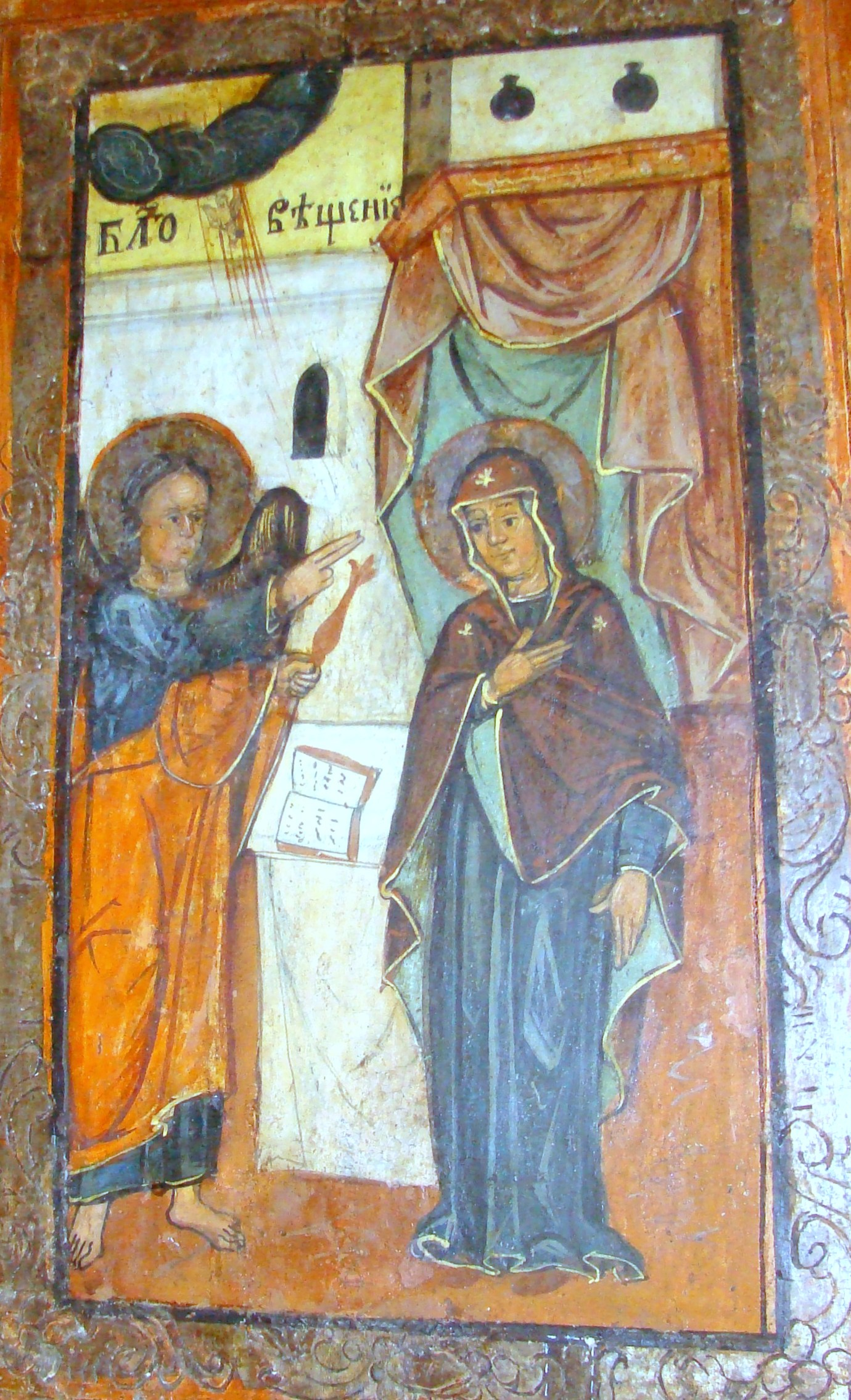
Biserica de lemn din Budești Josani:  Buna Vestire
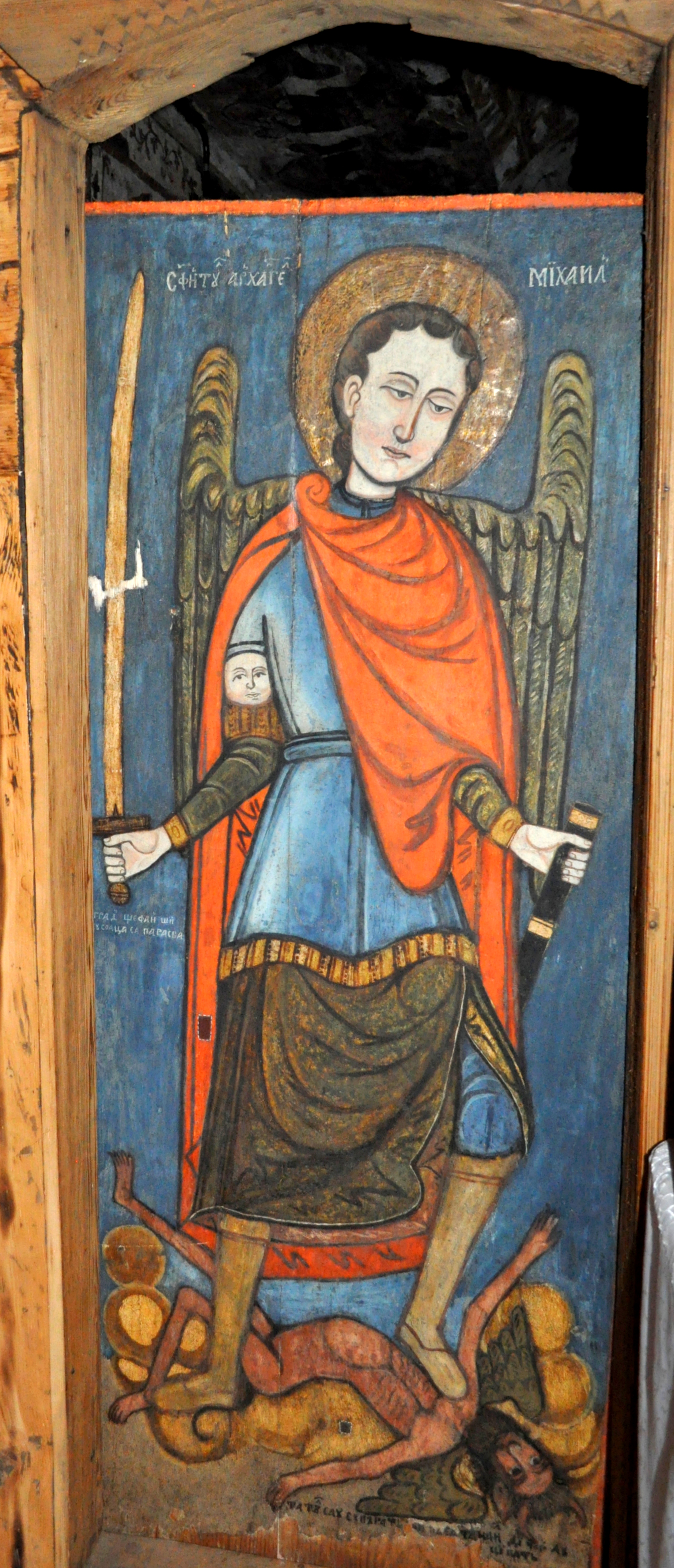
Biserica de lemn din Borșa din Jos: Arhanghelul Mihail (1770)
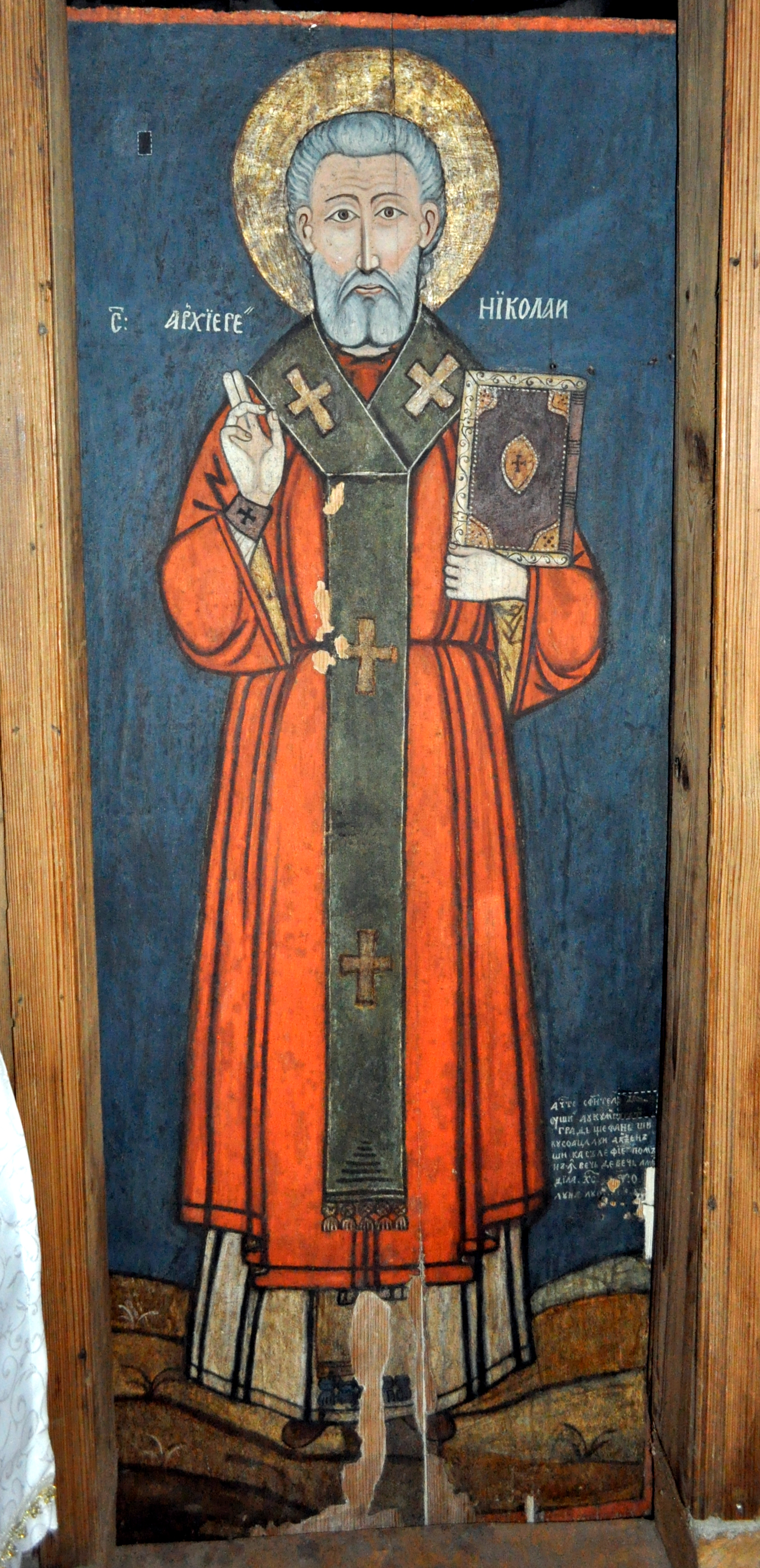
Biserica de lemn din Borșa din Jos: Sfântul Ierarh Nicolae (1770)
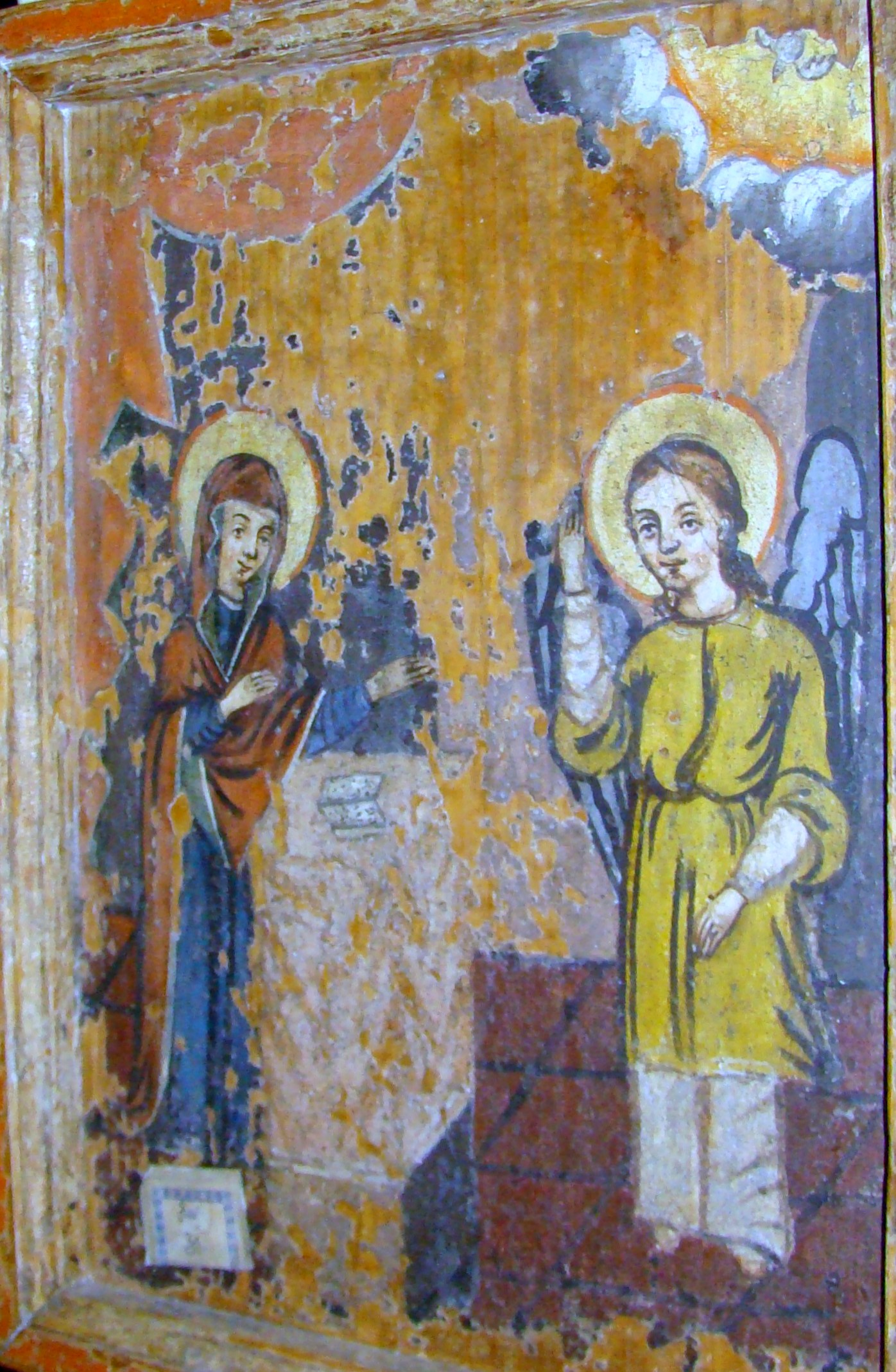
Biserica de lemn din Borșa din Jos: Buna Vestire
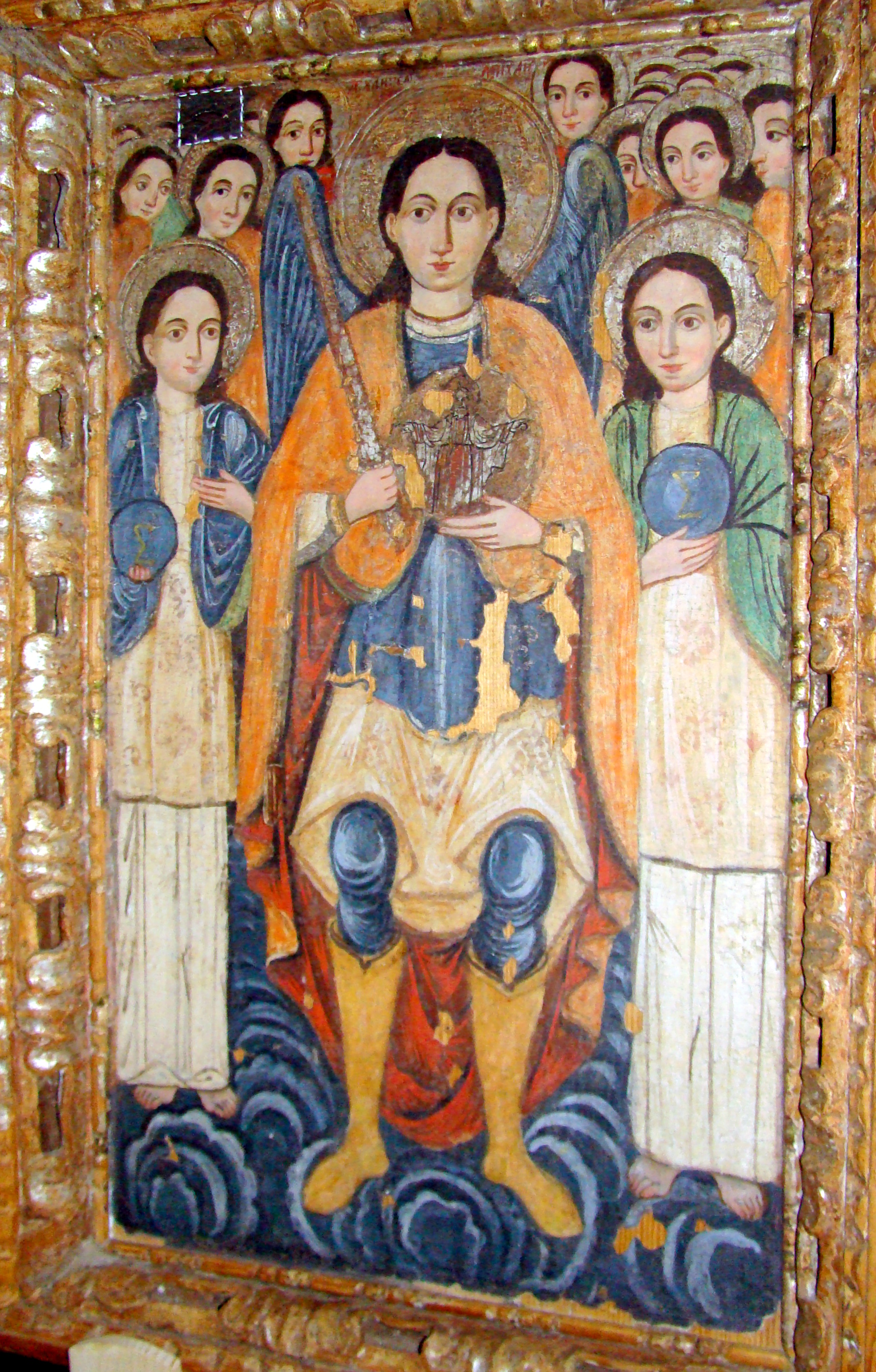
Biserica de lemn din Borșa din Jos: Soborul Sfinților Arhangheli
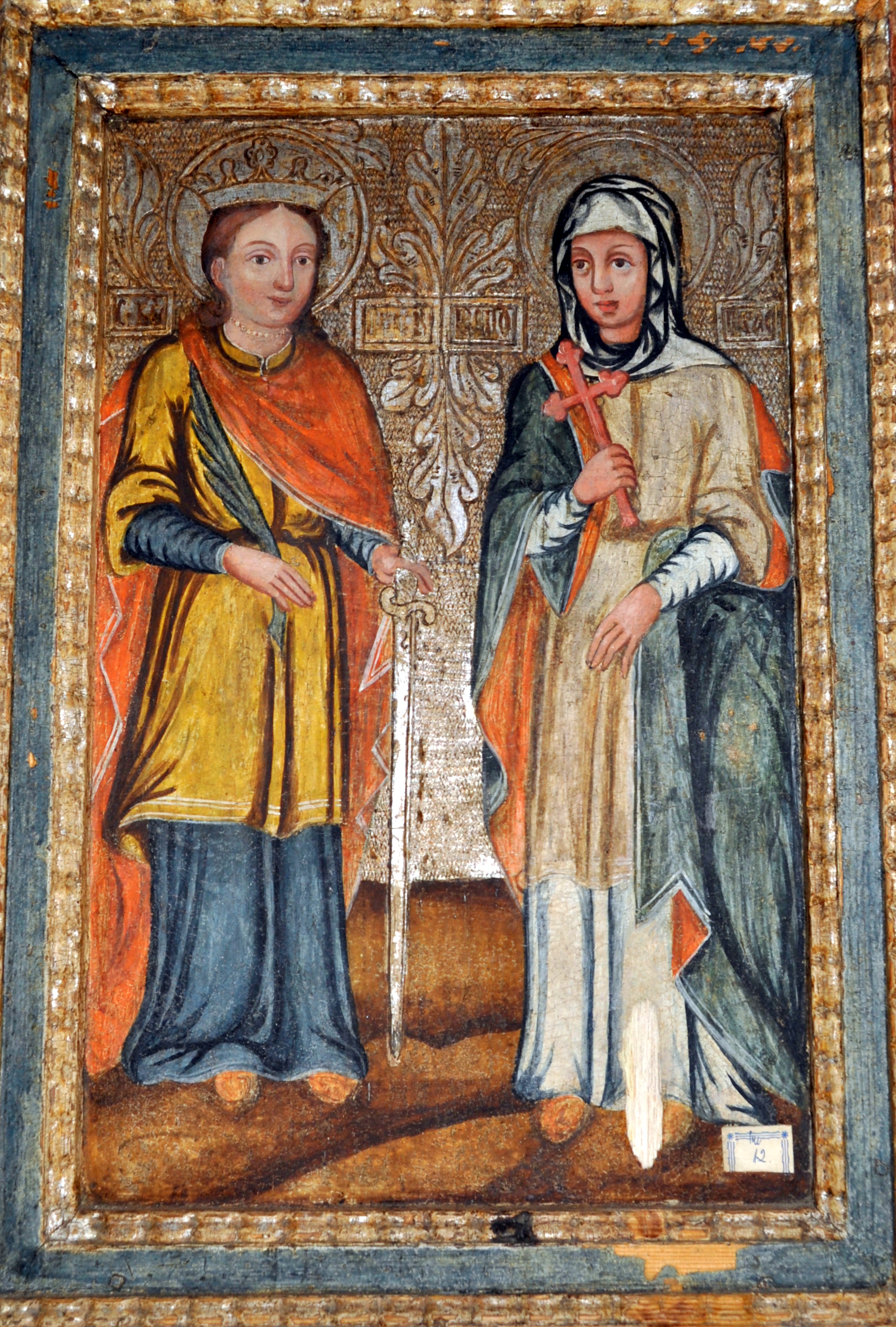
Biserica de lemn din Borșa din Jos: icoană din muzeul parohial
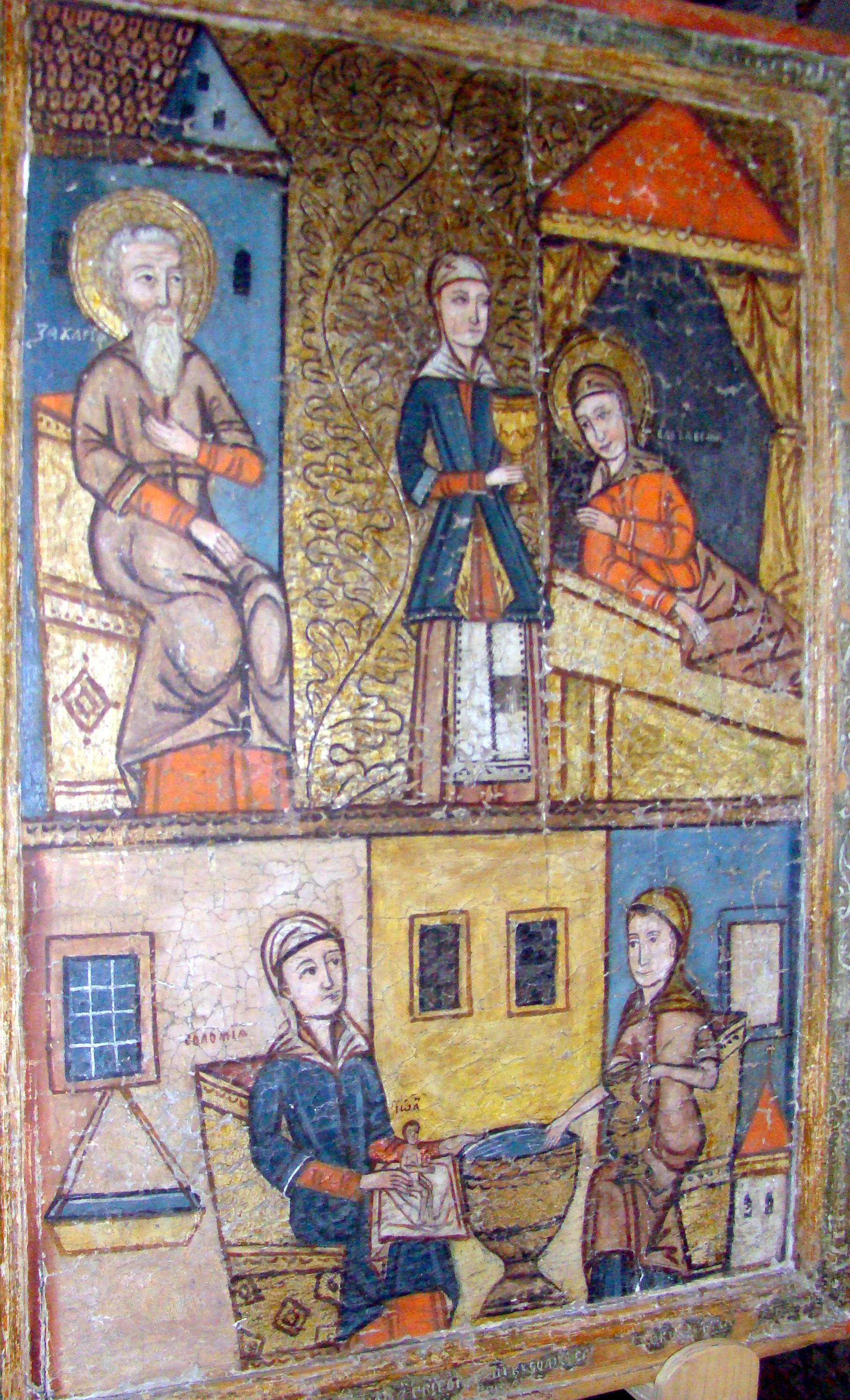
Biserica de lemn din Borșa din Jos: icoană din muzeul parohial
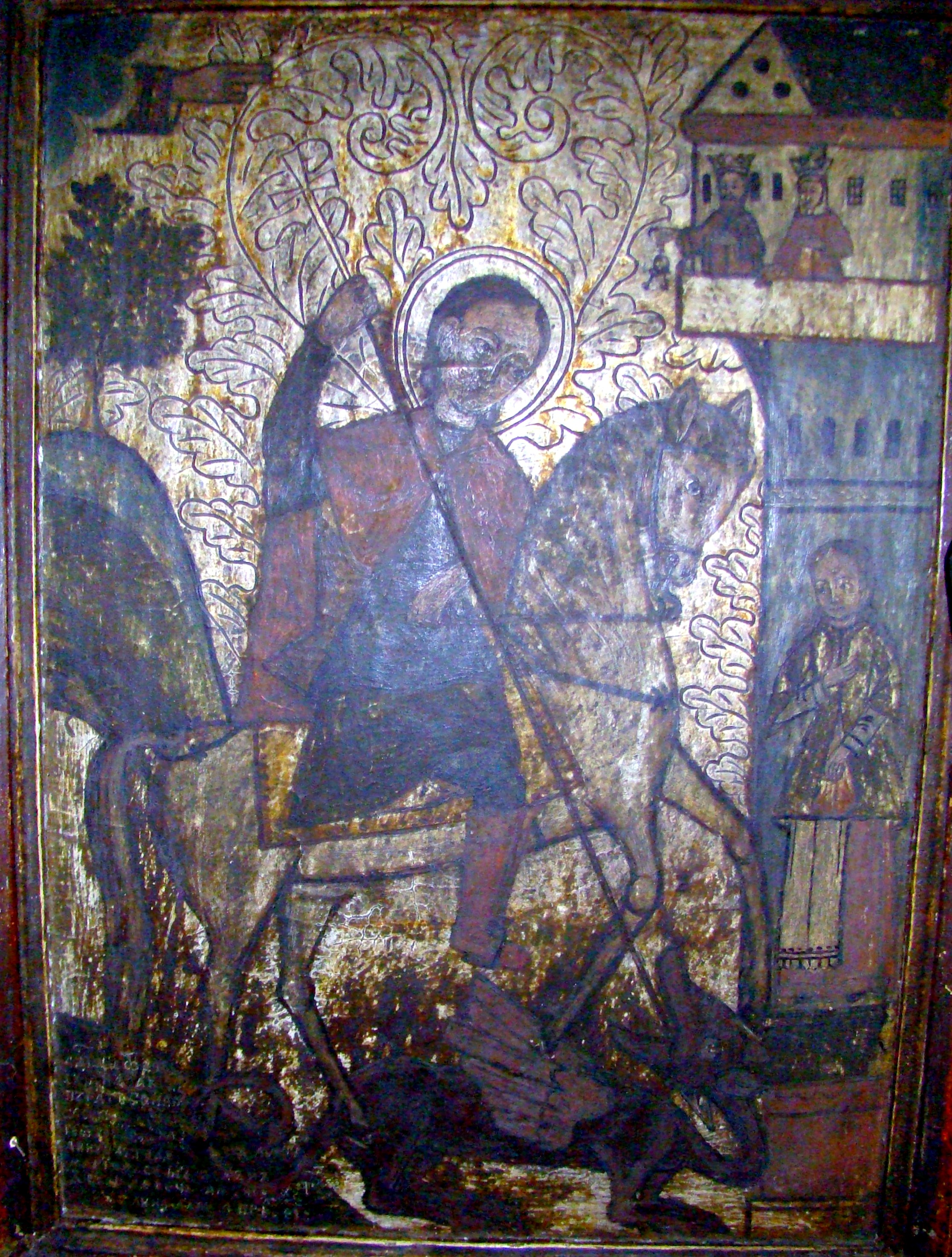
Biserica de lemn din Săliștea de Sus, Nistorești: Sfântul Gheorghe ucigând balaurul (1765)
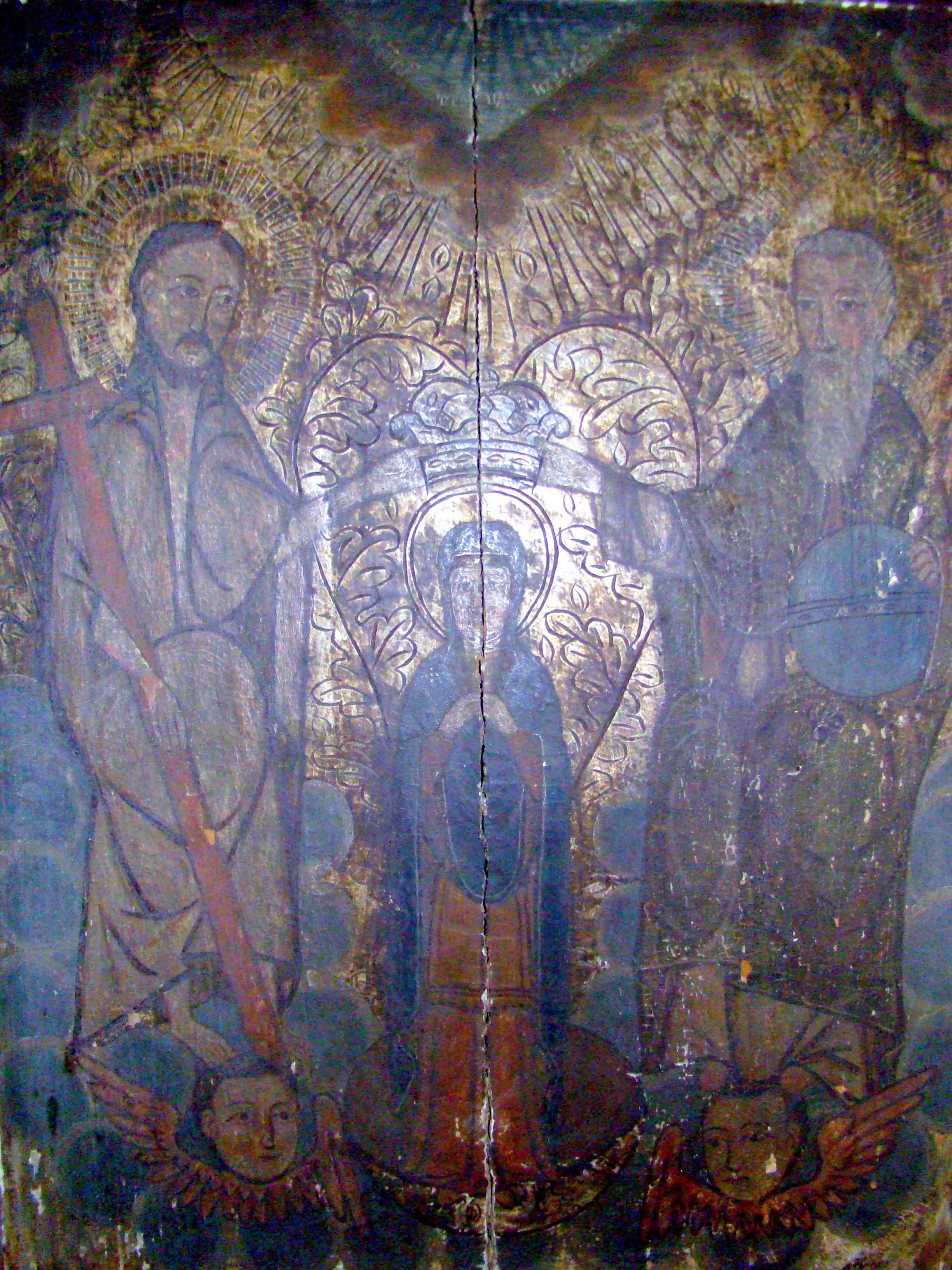
Biserica de lemn din Săliștea de Sus, Nistorești: Încoronarea Mariei

1. ↑  Baboș, The Icons of Alexander Ponekhalsky : Jertfa di la mine zugrău Alexa cel păcătos